# 道路通行方向

  該國家／地區的行車方向為靠右行驶（左駕車）  該國家／地區的行車方向為靠左行驶（右駕車） 

道路通行方向是世界各国交通规则中的一个重要内容，它规定了车辆在道路上的行驶方位，避免出现混乱和事故。
道路通行方向可分为车辆靠道路左侧行驶和靠道路右侧行驶。由於安全等因素，左行車的駕駛員幾乎都在車輛右側駕駛，稱為右舵、右軚或右駕；而右行車在左側駕駛，稱為左舵、左軚或左駕。34%的国家靠左行驶，66%的国家靠右行驶。

## 起源、歷史與發展

### 汽车出现之前

#### 英國
1835年，英国以法令的形式确立靠左行驶的交通规则。除了直布羅陀（跟隨接壤的西班牙）、英屬印度洋領地（島上有美軍基地）和埃及（成為英國保護國之前被法國拿破仑征服），在英国的現属地或前属地裡也都保持这一规则。与此相反，虽然荷兰本土在十九世紀初被拿破仑征服，改為采纳右行规则，但其海外殖民地——荷属东印度（今印尼）和荷属圭亚那（今苏里南）仍然保持左行的习惯。

#### 中國
在古代中國，行人、馬匹和車輛一般在通道靠左停留及行進，稱為「左迎」。迎客時民眾多數使用右手與對方迎禮，故自身身軀靠左。

#### 日本
日本自幕府時期形成靠道路左側行走的習慣。日本武士通常在身體左側佩武士刀，以便右手拔刀作戰，武士認為刀鞘被碰撞為無禮的象徵，兩個武士的刀鞘碰撞，很有可能會引發打鬥甚至決鬥。於是佩刀武士必靠左行，以避免刀鞘與迎面而來的另一個武士碰撞，避免紛爭。鎖國政策的結束使到日本與英國的交流變得頻繁，明治維新之後，日本從英國引進交通法規，因此也是靠左行駛，這一規則在1924年以法律的形式確立下來。但仍允許供靠右行國家使用的一些汽車進口使用（如歐陸及美國車廠），而無需特別更改為靠左行的駕駛座。但商用車輛則規定靠左行。

#### 歐洲
靠道路左侧行驶的传统可以追溯至古罗马时代（当时遗留下来的车辙痕迹可以证实这一点），在中世纪的欧洲成为惯例。由于人类大多数为右撇子，因此骑士上下马时是用左脚踩马镫，靠道路左侧行走便于上下马。此外，由于骑士的佩剑通常挂在身体的左侧，使用右手持剑或长矛，因此靠道路左侧行走有利于同迎面而来的敌人进行战斗。靠左走的习惯遂在欧洲成为社会主流。

#### 法國
靠道路右侧行驶的习惯出现在18世纪的法国，其原因是该国的驿站邮车和货车业务比较发达，邮车及货车一般配置双马，驭马者通常右手持鞭，因此需要坐在邮车左前方，或者骑在靠左的马匹身上，以便于同时驾御左右两侧的驭马。靠右行驶时，在前方有来车的情况下，车夫可以在会车时向左探视，避免两车的车轮或车彀碰到一起，而如果靠左行驶的话，就需要在车夫旁边配置副手，造成人力的浪费。
不过，除了邮车或运货马车外，法国贵族在骑马或乘坐马车时通常还是延续以往的传统，靠道路左侧，同时强令第三等级的人民为其让开道路，因此靠左通行在法国象征着贵族的特权与压迫。法国大革命后，作为废除贵族特权的行动之一，共和督政府规定此后车辆和马匹靠右通行。拿破仑通过战争征服欧洲的许多国家，因此也将靠右侧通行的习惯带到荷兰、比利时、卢森堡、西班牙、意大利、普鲁士（当时尚未统一的德国）和奥地利帝国等国家。但是在拿破仑没有征服的英国、葡萄牙、俄罗斯帝国、瑞典等国，仍然保持靠左通行的传统。在此后100多年间，欧洲的道路通行规则一直保持着这样的局面。

#### 美國
英治時期的北美十三州，最初的道路行驶规则也是靠左行驶，而在美国独立之后，变为靠右行驶。一說由多達20頭牲畜拉動的貨車車夫喜歡靠道路右邊行駛。1792年，宾夕法尼亚州通过靠右侧行驶的法令，此后纽约州和新泽西州於1804年和1813年先後通过类似的法令，逐漸流行到全美國。

### 汽车时代
最早的汽车驾驶座位位于车辆的中央，不久之后一些汽车制造商将驾驶员座位安排在靠道路中心线的一侧，以便于观察对面道路来车，另一些汽车制造商将司機座位安置在靠路边一侧，以避免撞上道路旁边的围墙、树篱、水沟等障碍物。经过实际检验发现，前一种办法更有利于保持道路安全，因此成为汽车制造商的通则。由此形成左軚车（司機座位在车辆左前方）和右軚车（司機座位在车辆右前方）的区别。而车辆靠道路的哪一侧行驶，则取决于该国长久以来形成的交通规则，并由此形成更加细致和严格的道路交通法规，许多国家以法律的形式确定车辆的行驶方向。

## 通行方向變更
一直靠左行驶的地区  一直靠右行驶的地区  由靠右行驶改为靠左行驶的地区  由靠左行驶改为靠右行驶的地区  现为靠右行驶，但存在过不同行驶方向的地区 

許多國家與地區曾經改變道路通行方向，主要分為主動與政權改隸兩種情況。前者是國家以法令統一境內的通行方向，後是伴隨政權更遞而造成的通行方向改變。

### 變更

#### 中国大陆
19世紀後期清朝末年，南方省份和城市，例如上海、浙江和广东等地，左行规则更为普及；而在山东、直隶等北方省份，则多采用右行规则。
1930年代的新生活运动规定车辆靠左行驶，而满洲国、蒙疆政府和日軍占领区也采取左行规则。例如北平市的交通管理就有规定靠左行驶。
抗日戰爭期間，大量美援汽車運抵中國，但必須花大錢改裝方向盤以及燈光，不習慣靠左行駛的在華美軍，軍車頻頻肇事。1943年（民國32年）7月10日制定，9月3日公布，10月1日施行的《違警罰法》第五十八條第七款，明定道路通行方向，就是車馬、行人，不按左側前進，不聽禁止者，處二十圓以下罰鍰或申誡。不過也因為美援左駕車輛持續進入中國，民眾日後逐漸習慣靠右的行駛方式，因為當時中國仍有部分地區的車輛靠右行駛（例如受法國影響深的西南地區，當時運送物資的卡車為靠右行駛）。
1945年8月14日，制定《改進市區及公路交通管理辦法》，並規定於1945年10月1日施行。
1945年（民國三十四年）8月15日日本战败投降。国民政府军事委员会致电行政院：「兹为节省改装，减少肇事起见，亟应修改。」於1946年6月8日修正，6月19日公布的《违警罚法》第五十八条第七款改成车马、行人，不按右侧前進，不聽禁止者，處二十圓以下罰鍰或申誡。1945年9月初國民政府軍事委員會通令各省政府、战时运输管理局、交通部，公路车辆靠右行驶改为1946年1月1日起实行。1945年9月10日，内政部给四川省政府的电文声称：「查车行改靠右行驶，行人仍靠左走，诚为适应世界趋势之举。”1945年9月26日行政院考量世界大多數國家皆為靠右行駛，訓令《改進市區及公路交通管理辦法》，改為1946年1月1日實行，全國汽車改為靠右行駛。」具体规定，车辆一概靠右行驶，转弯时除交通警察特准外，一律靠右边顺转；人力车、兽力车应绝对紧靠右边，单排顺序行驶，不得超越争先；后车需要超越前车时，必须先鸣喇叭，得前车表示手势许可超过时，始可靠前车左边越过；如有人行道，行人须走人行道，不得走行车道；如无人行道，“行人靠边走”。。1945年12月31日的《申报》称：“改装费须达车价百分之十二。统计全国车辆因改装而支出之费用，殊为浩大，故节省改装费用，亦为改靠右行驶理由之一。”1946年2月9日的《申报》称：“当时各地以美军车辆较多，故运输当局感觉美邦人士对于靠左行驶或不习惯，拟改为靠右行驶，以谋矫正一切弱点。”
1946年（民國三十五年）6月8日修正、6月19日公布的《違警罰法》第五十八條第七款，道路通行方向改成車馬、行人，不按右側前進，不聽禁止者，處二十圓以下罰鍰或申誡。全中華民國的車輛均靠右側行駛的規則。
1948年10月，驻在哈尔滨的东北行政委员会考虑到东北中共控制區和哈尔滨等地的汽车长期以来都是按日满习惯左侧通行，发出《东北各城市陆上交通管理暂行规则》，规定从1948年11月1日起，东北全境仍实行一贯的左侧通行。然而接收旅顺地区的苏联红军不习惯靠左行驶，故苏军军车曾引发交通事故。1948年11月2日东北野战军攻占沈阳。1948年11月10日陈云在中国人民解放军沈阳特别市军事管制委员会会上，决定从即日起沈阳车辆一律按苏联的规则靠右侧通行。当时国统区已经实行了右侧通行，而北满解放区一直沿用了日满的左侧通行规定。1949年1月22日东北行政委员会主席林枫，副主席张学思及高崇民签发《关于车马、行人右侧通行》命令：自1949年3月1日起，车、马、行人一律改为右侧通行；同时要求各相关部门改正原有交通标志，如各汽车、电车等左侧停车场；对电车、公共汽车、营业小汽车、马车、斗车等司机进行广泛宣传；在一周或十天内，在主要交通路口或重要交通地点布置执法队，或公安武装及交通公安员。1949年2月12日长春市特别市市长邹大鹏、副市长张文海签发《长春特别市政府关于自本年三月一日起车马行人一律改为右侧通行的布告》，布告中还言明“查左侧通行为时已久，一时改变恐不习惯，仰全市群众切实遵守”。1949年2月24日的《哈尔滨日报》头版报眼处全文刊登哈尔滨特别市政府关于改右侧通行的布告，同时刊登了3条相关事项。具体内容是：根据东北行政委员会命令及《布告》精神，为防止初改时交通秩序紊乱，发生交通事故，于2月22日召开了全市各军政机关、公营企业、车辆公会等团体代表会议，会后公安局向全市各机关、团体、市民下发了通知，以保证3月1日开始右侧通行顺利实施。
中华人民共和国成立后，为与苏联的道路通行方向一致，正式采用了苏联的右行规则，以适应运抵中国的大量苏援汽車。1950年6月22日中南军政委员会批准中南公安部颁布《中南区各城市陆上交通管理暂行规则》，第三条为“车马行人一律靠右侧通行。”1951年2月27日中央人民政府政务院政政齐字第二十七号批准在案、1951年5月5日中央公安部公布施行《城市陆上交通管理暂行规则》，第三条为“车马行人均须靠右顺序行进。”。中华人民共和国公安部制定的《城市交通规则》（1955年8月6日）第五条，《中华人民共和国道路交通管理条例》（1988年8月1日起施行）第六条，以及《中华人民共和国道路交通安全法》（2003年10月28日通过，2004年5月1日起施行）第三十五条都规定右侧通行。

#### 台灣

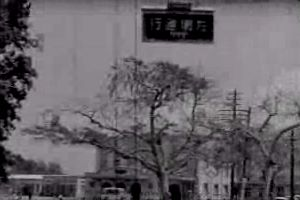
日治時期臺南驛前「左側通行」告示

由於臺灣引進汽車時正值日治时期，故與日本同樣採用左行制。二戰後自1946年（民國35年）1月1日起，中華民國一律改為右行、臺灣為同年3月1日起實施。《違警罰法》自6月8日修正，6月19日公布起，至1991年（民國80年）6月29日廢止全部條文，同日公布為止，第五十八條第七款明定，車馬、行人，不按右側前進，不聽禁止者，處20圓（新臺幣60元）以下罰鍰或申誡。《道路交通管理處罰條例》自從1968年（民國57年）制定以來，歷次版本都有規定汽車及慢車不靠右側行駛的罰則。

#### 葡萄牙、西班牙
葡萄牙及其海外殖民地在1920年代由左行改为右行。但是与左行国家接壤的海外殖民地除外，这些殖民地包括澳门（與当时采取左行规则的廣東地區接壤）、果阿（與印度接壤）和葡属东非（今莫桑比克，周围均为英国殖民地）。尽管东帝汶同左行的荷屬東印度（即現在的印度尼西亚）接壤，但是却改成了靠右行驶，直至1975年印度尼西亞佔領東帝汶後改回靠左行駛，並在獨立後得到保留。
在20世紀初期的西班牙的部分地区，如马德里，采取的是左行规则。1924年10月1日，马德里改为靠右行驶。

#### 加拿大
在美国独立后，继续保持英國殖民统治的加拿大在很长一段时间裡仍然采取靠左行驶的规则，法属加拿大在被大英帝国征服后仍保留靠右行驶的习惯。为与美国的道路通行方向一致，1920年至1924年，采取左行规则的不列颠哥伦比亚、新不伦瑞克、新斯科舍和爱德华王子岛四省改为右行。纽芬兰地区在1948年以前是大英帝国的殖民地，1949年併入加拿大后也改为右行，但是仍然准許右駕車領牌。
魁北克省和安大略省，由於前身為法國殖民地新法蘭西的一部分，故一直跟隨法國交通規則靠右行駛，從來沒有更改。

#### 義大利
義大利在统一以前分为许多国家，如教宗国、撒丁尼亞王国、两西西里王国等。一些国家在被拿破仑征服后采取右行规则，但在拿破仑失败后恢复了左行的习惯，例如教宗国。義大利统一后，虽然大多数地区采用靠右行驶的规则，但義大利北方的一些城市仍然靠左通行，这些城市需要在其边界安放提醒标志。1922年墨索里尼上台后，虽然强制推行右行规则，但罗马、都灵、米兰、热那亚这几座大城市仍然靠左通行。直到1925年才改为右行。

#### 瑞典
作为二战后唯一仍然靠左行驶的欧洲大陆国家，瑞典在1950年代和1960年代多次讨论过更改道路行驶方向的问题，但均遭到公众的反对。靠左行驶给瑞典带来了很多不便：它的邻国全部都是右行国家，作为瑞典主要出口商品之一的汽车，也是大多数出口给右行国家的左軚车，而且此时瑞典本国行驶的大多数汽车也是左軚车。1955年，瑞典就改为右行的问题举行过全民公决，82.9%的人反对，只有15.5%的人支持。尽管如此，瑞典国会还是在1963年通过了将交通规则改为右行的法律。1967年9月3日，瑞典全国改为右行。这一天称为H日，“H”为瑞典語的，即“靠右行驶”。
这次更改费时一个月，其显著成果就是此后瑞典的交通事故数量锐减。不过两年之后，交通事故又恢复到了原来的规模。

#### 冰岛
在瑞典成功地改为右行之后，冰岛也在1968年5月26日改为靠右行驶，其间唯一的交通事故是一个骑自行车的男孩被汽车撞到。

#### 薩摩亞
太平洋島國薩摩亞從前是德國殖民地，跟隨其靠右行駛的規則。直到2009年9月7日，薩摩亞的行車方向被改為靠左行駛，當地政府認為這樣能夠讓國民毋須再依賴輸入美國製的昂貴左軚車，而可以選擇從鄰近的日本、澳洲和紐西蘭輸入較便宜的右軚車。

#### 冲绳
第二次世界大战后，日本冲绳縣交由美国托管。此后冲绳的车辆一律靠右行驶。1972年美国将冲绳托管于日本后，日本隨恢复左行习惯，经过长达6年的筹备工作，冲绳县于1978年7月30日（星期日）清晨6时改为左行。

#### 韩国

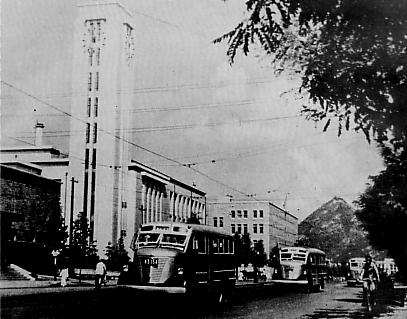
朝鮮日治時期，京城府民館（今首爾特別市議會）前實施左側通行的街道

韓國在大韓帝國時期即已存在右側通行的明文規定。1905年12月30日的大韓帝國警務廳令第2號《街路管理規則》（가로관리규칙）中即記載了行人與馬車的右側通行原則。在日本殖民統治展開後，朝鮮總督府於1921年4月1日，在總督府令第142號《道路取締規則》（どうろとりしまりきそく）第七條中正式全面將人車的通行方向一律改為左行。
隨著日本戰敗，接管朝鮮半島南部的美國軍政廳在1946年3月29日頒布了《軍政法令第65號 諸車、步行者的通行規則 （页面存档备份，存于）》，3月31日零時起使汽車通行方向改為右側的規定生效。但法令中並未提及行人通行方向的更改，經過大韓民國國土海洋部（交通部門）的審議，以及漸進式的示範和宣導，才於2010年7月1日全面實施行人右側通行原則。

#### 朝鲜
與韓國同樣，隨著日本戰敗，接管朝鮮半島北部的苏联红军亦將汽車通行方向改為右側通行。

#### 越南
法属印度支那时期，道路通行方向与法国本土一致，为右行。在1939年日军入侵法属印度支那後，日军將人車通行方向从法属时期的右行改為左行。
隨著日本戰敗，分别接管越南南北两侧的法军和中华民国国军在1946年后将通行方向重新改為右側。越南共产党建立越南民主共和国后，为与中国和苏联的道路通行方向一致，继续采用右行。1976年越南南北统一后仍然继续采用右行至今。

#### 缅甸
英属印度和日军占领时期，道路通行方向与英国及日本本土一致，为左行，日本戰敗宣布重拾英国殖民统治后，及1948年缅甸独立时，仍继续沿用左行规则。1970年12月6日，军政府领导人奈温决定缅甸全国切换为靠右行驶，至于这背后的深层原因，据当时一位军政府当局负责人透露，因为奈温本人曾私下拜访一位占卜家，该人“依靠占卜术”认为应该决定车辆改成靠右，来让国家繁荣昌盛，而另有时任官员则认为是其评估了国际经济形势，且在访问多国后认为应当追随大多数国家，改变交通习惯为靠右，且缅甸地理上的邻国靠右比靠左的多。位于缅北的缅甸共产党控制区域的道路通行方向与中国、越南和老挝保持一致，亦为右行。

#### 芬兰
芬兰在1809年前是瑞典的一部分，因此采取左行规则。1809年瑞典将芬兰割让予俄国，此后仍保持左行规则，直到1858年才改为右行。

#### 奥地利、匈牙利、捷克斯洛伐克
奥地利、匈牙利和捷克斯洛伐克这三个国家沿用了奥匈帝国的交通规则，在被纳粹德国吞并或占领之前都是左行国家。奥地利于1938年被德国吞并后，曾被命令于一夜之间改变行驶方向，但此举在一些城市引发了交通混乱，纳粹当局不得不同意在维也纳等城市中暂缓数周，以更改道路交通指示标志的位置。捷克斯洛伐克被德国吞并后，以及匈牙利在1944年因向盟国试探媾和未遂、被德国出兵占领后，也都由左行改为右行。
英国的海峡群岛在二战中曾被德国占领，这些群岛在占领期间也由左行改为右行。

#### 东帝汶
原本採取右行制度的东帝汶在1975年独立后不久，即被採取左行制度的印度尼西亚吞并，其交通规则也隨即更改。该国独立后仍然保持了左行的交通规则。

## 特例
以下列出的主要是公共道路的「特例」；部分限制通行的私人路段、汽車通道、停車場出入口，亦有可能是「特例」，在此不予列出。

### 左行国家中的右行地区

#### 直布羅陀

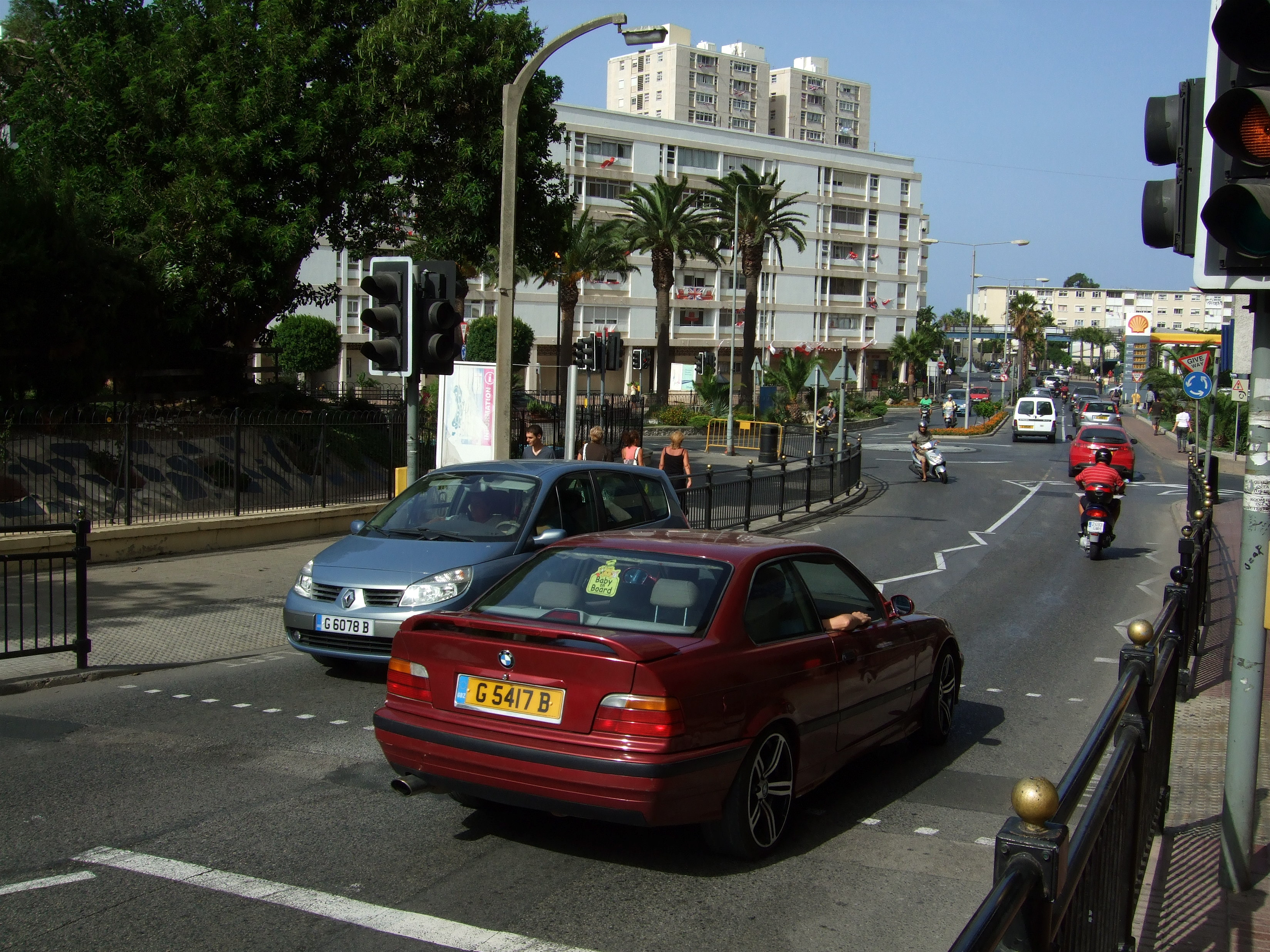
靠右行駛的直布羅陀道路

尽管英国是靠左行驶的国家，而直布羅陀是英國海外領土，道路曾經靠左側通行，但因為許多車輛往返靠右側通行的西班牙，所以在1929年6月16日星期日上午5時改成靠右側通行。

### 右行国家中的左行地区

#### 香港、澳門

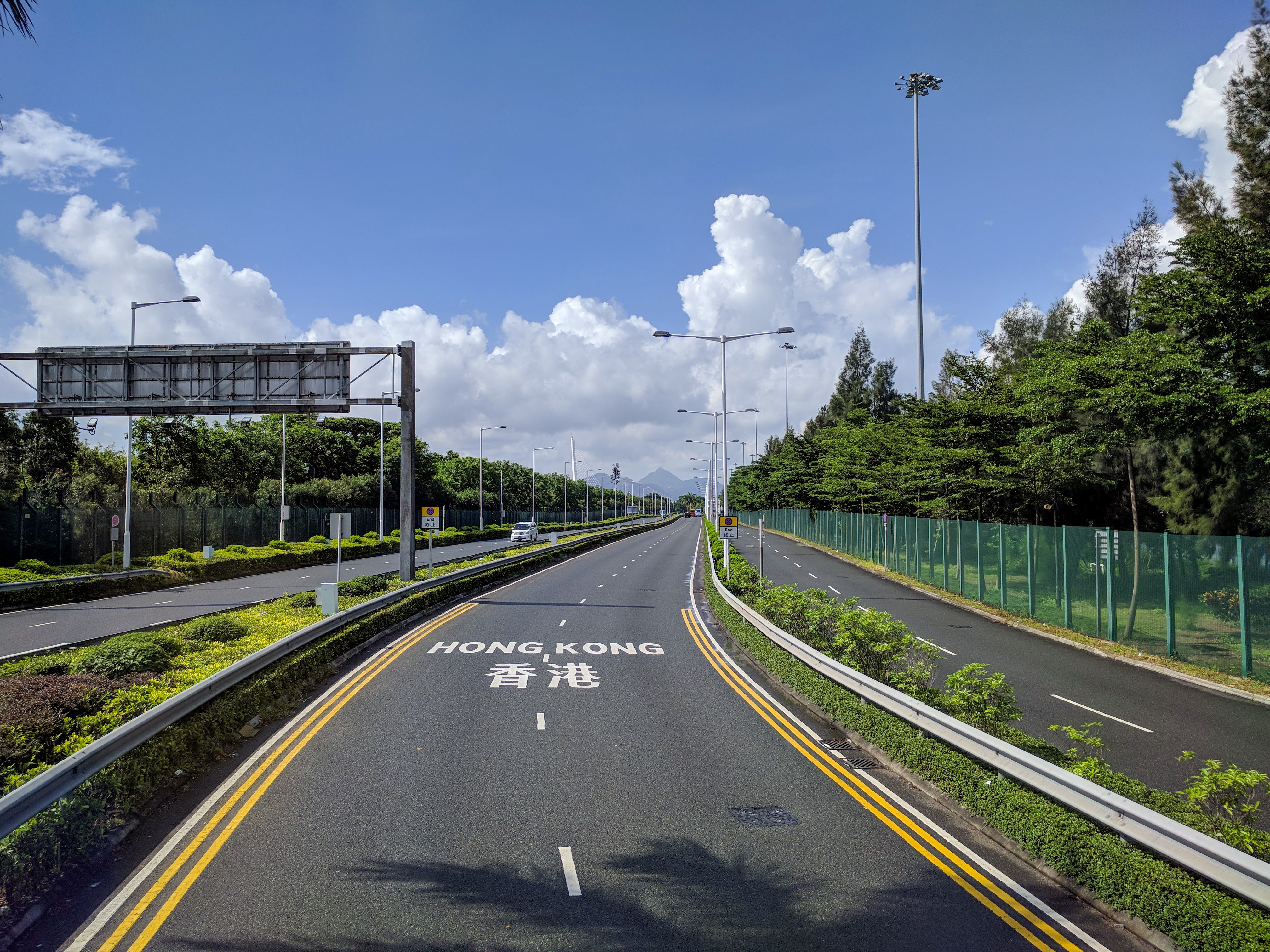
深圳湾口岸港方口岸区内道路采用与中国内地一致的右侧通行

靠右行駛的中華人民共和國分別於1997年及1999年收回香港及澳門，成為特別行政區。因为實行一國兩制的關係，兩地仍按傳統靠左行駛，不需跟隨中國內地的做法。

#### 美属维尔京群岛

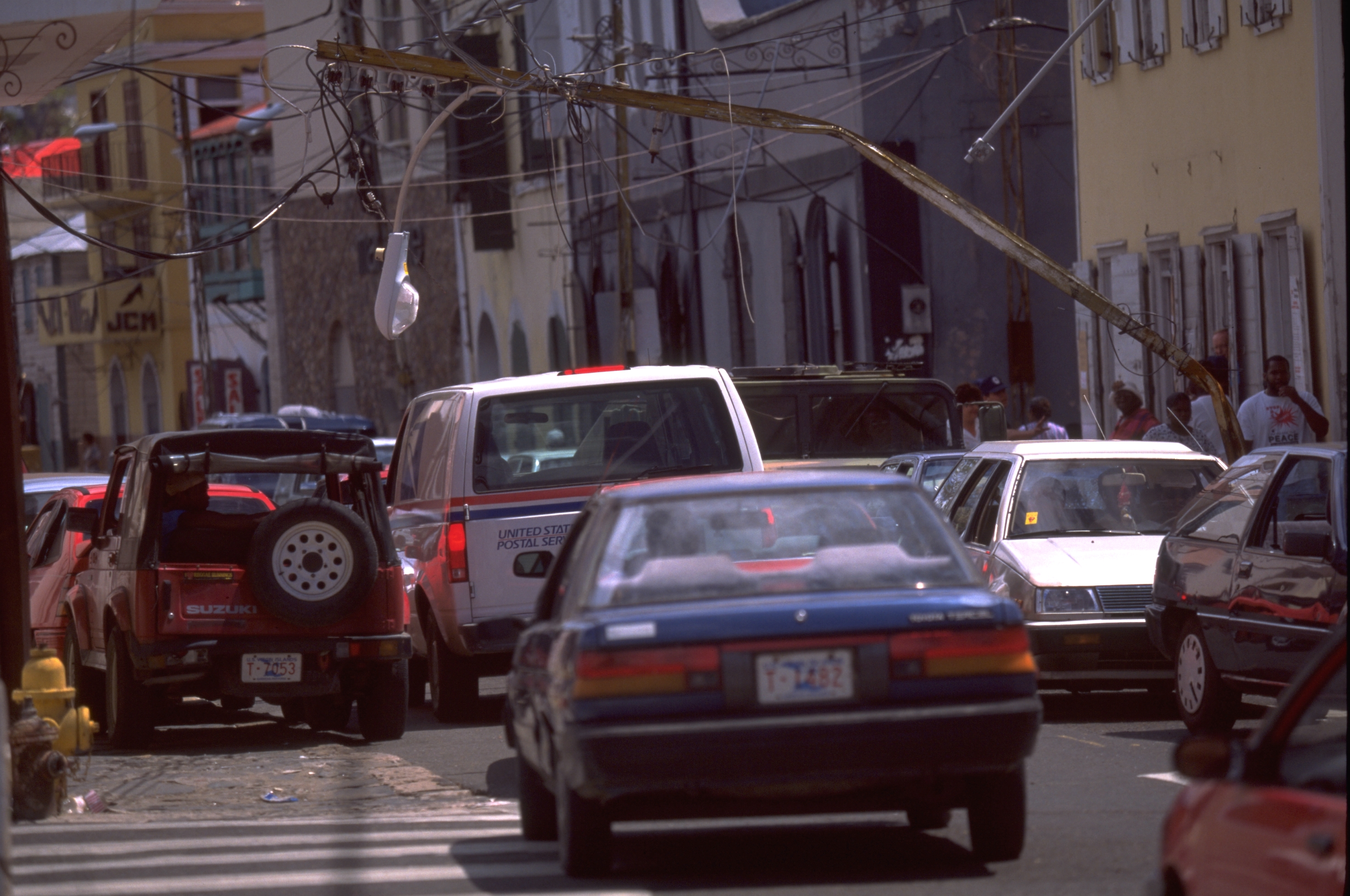
車輛靠左行駛的美属维尔京群岛

美属维尔京群岛1917年购自丹麦，沿用了当时丹麦的左行规则。由于前来该岛旅游的美国游客习惯于靠右行驶，因此该群岛的交通事故率一直很高。

#### 義大利

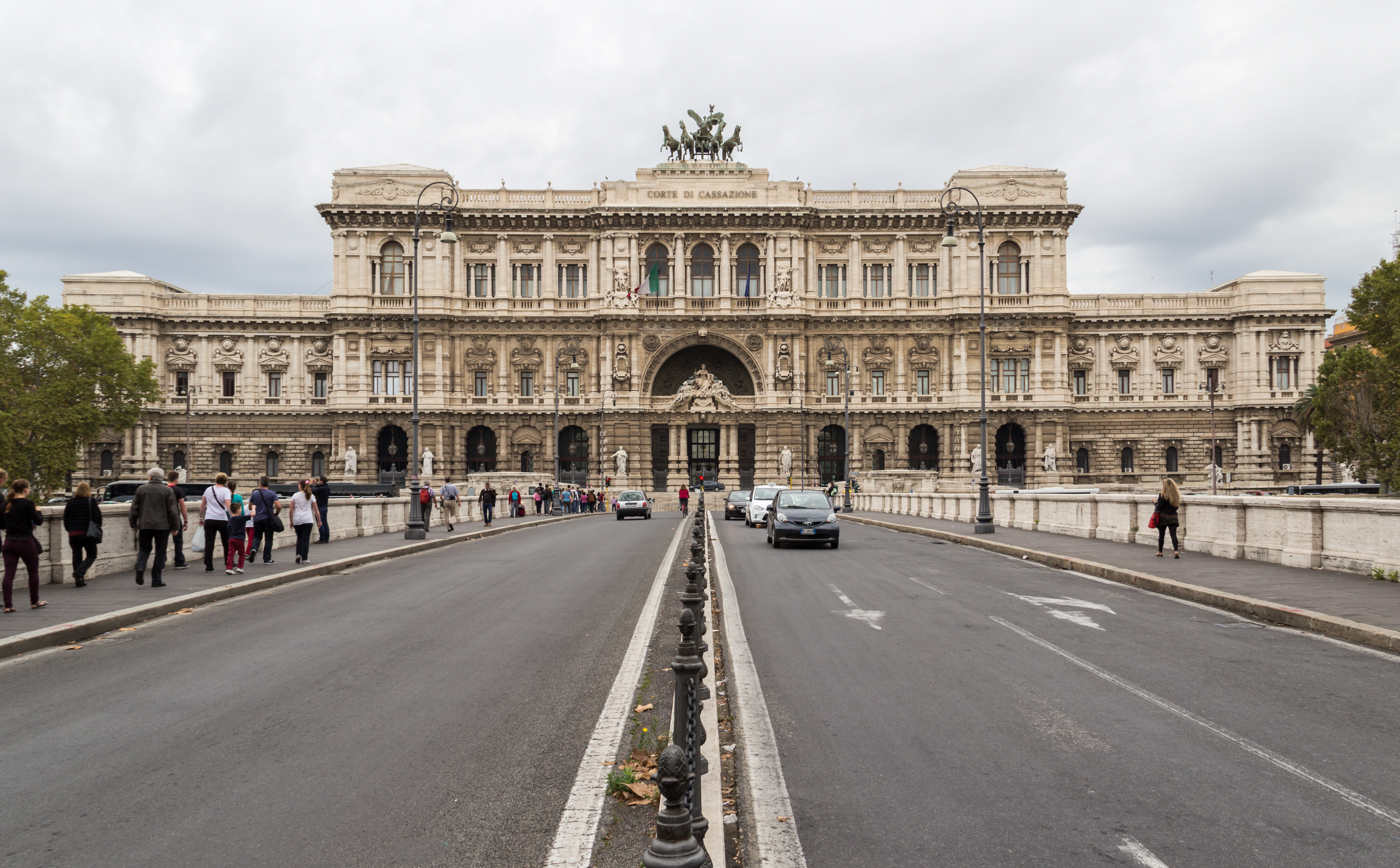
正義宮前的翁貝托一世橋為靠左行駛

義大利罗马的三座桥梁——帕拉蒂諾橋、翁貝托一世橋和Ponte Pietro Nenni是靠左通行的。Via Pastrengo大道也靠左侧行驶。

#### 玻利維亞
在玻利維亞，就像大部分的南美國家一樣也是靠右行駛。除了世界上最知名的「死亡公路」，也就是永加斯路，該路段卻規定要靠左行駛。原因是這裡的地形與路況較特殊，該路的車道寬度狹窄，一邊是懸崖，一邊是峭壁，又缺乏護欄，大大增加了會車的難度。故以左駕車款且靠左行駛有助於他們在這條路會車時，可將頭伸出車窗外，觀察他們自己的輪胎是否有通行的空間，以提高安全性。

#### 俄羅斯
苏联时期，在莫斯科的主要城市干道中央开辟了供政治局委员和其他苏共和苏联国家高级领导人的专用车道。从路面划分上来看，这样的中央车道不属于道路的任何一侧，同时也没有固定的通行方向，也就是说，属于不确定方向的单向单车道公路。这种专用车道平时封闭，禁止其他车辆使用，在有苏共领导人车队经过时才开放，并且不受交通信号灯的管制。通过交通警察部门的管制和协调来避免出现两支车队在同一条车道上迎头行驶的现象。苏联解体后，俄罗斯的高级官员仍使用这些专用车道，此外俄罗斯“新贵”也可购买中央车道的使用权。还有一部分中央车道被改成了机动车左转弯等候区。

#### 厄瓜多尔
厄瓜多尔首都基多南的基通贝长途汽车站（Terminal Quitumbe，基多最大的长途汽车站）附近的一段道路，道路最中央的快速公交（Ecovía）和无轨电车（Trólebus）车道，行驶方向与普通社会车道方向相反，公交车靠左行驶。

#### 索马里
索马里虽名义上为靠右行驶，但实际上该国只有拉斯阿諾得以南的部分为靠右行驶，以北的部分为靠左行驶（因为当地1960年以前曾属于英国殖民地——英屬索馬利蘭的统治区，遵循英国的交通法规靠左行驶）。

### 车辆
允許（合法注冊不同軚位車輛）  允許（但對不同軚位車輛的合法注冊有一些限制）  禁止（但特殊地区、大使館或領事館車輛除外）  禁止（全部或部分禁止）  沒有數據，假設禁止 

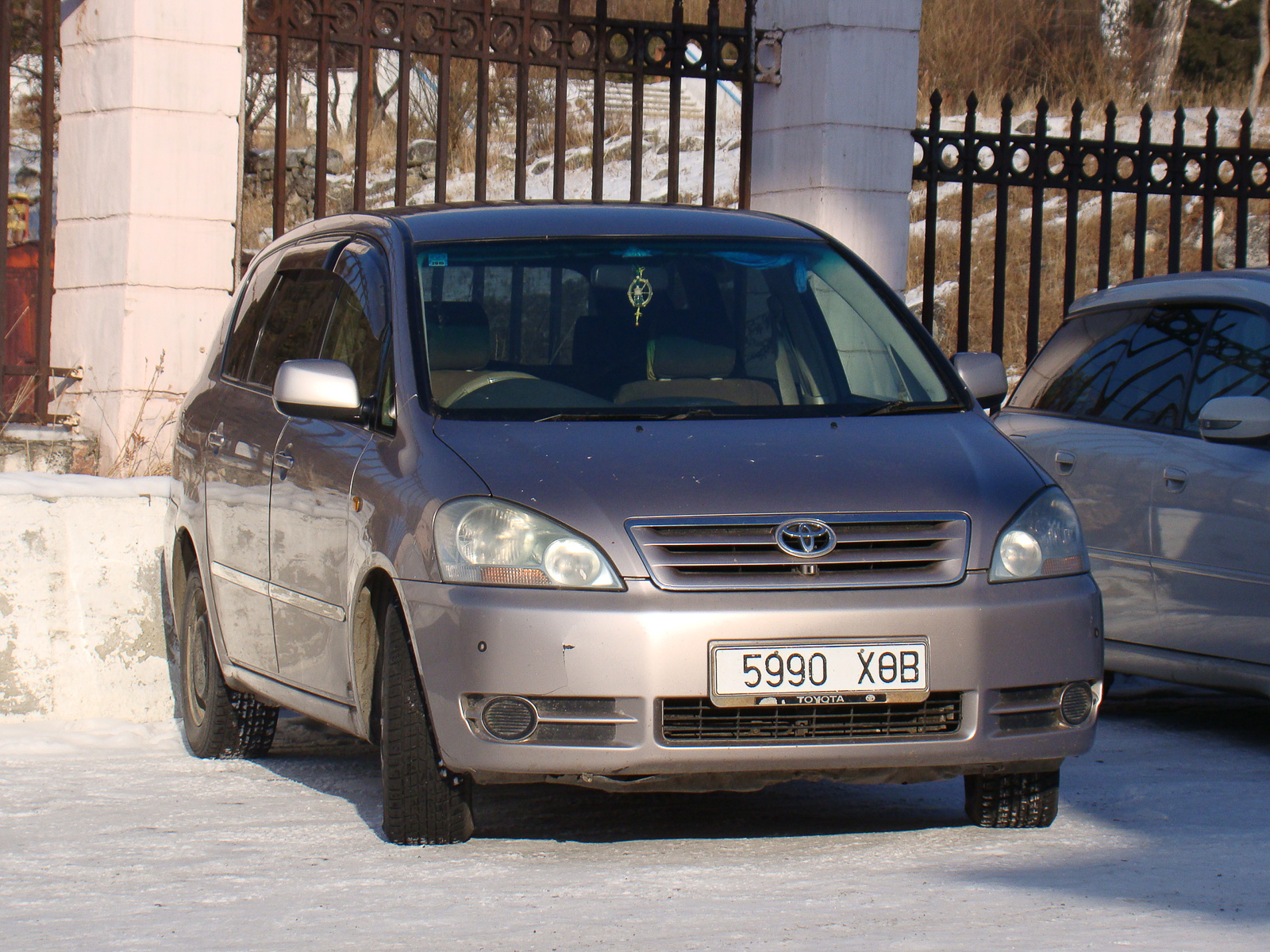
蒙古一辆日本進口的右軚丰田Ipsum，悬挂蒙古庫蘇古爾省車牌

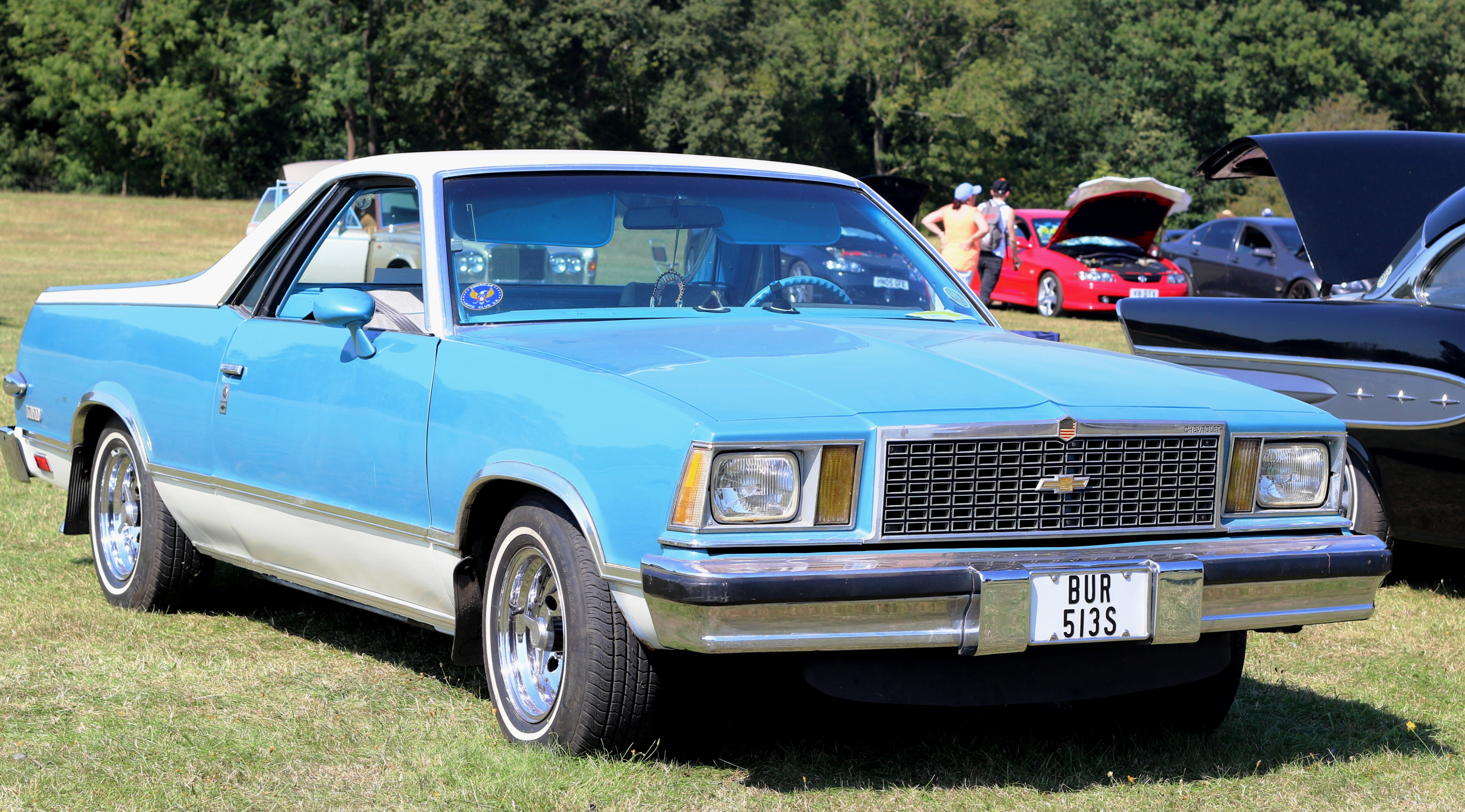
英國一辆美國進口的左駕雪佛蘭汽車，悬挂英國註冊的車輛號牌

基於安全等因素，大多数国家的交通法规不允许司機座位靠路边一侧的车辆上路行驶。但是在一些右行国家裡，由于经济方面的原因，可以看到右舵车通行。造成这一现象的原因是这些国家可以以低廉的价格从邻近的左行国家进口淘汰的二手车。在俄罗斯的远东地区和朝鲜，可以看到大量来自日本的二手右軚车。在缅甸，也有许多购自新加坡、马来西亚和泰国的二手右軚车行驶。
在中国大陆，尤其是南方的广东等省，从1970年代末期到1980年代曾经从香港和日本获得了大量右軚车，包括新车和二手车，其来源包括正常进口、捐赠以及走私。这些车辆在取得合法牌照后可以上路行驶。但是根据新的中国道路交通法规，自1990年之后不再为新的右軚车发放牌照。但往返香港、澳门的車輛牌照及外国驻中国大陆的大使館或領事館車輛除外。因此并未完全禁止右軚车。而在广东省，则经常可以见到悬挂中港牌、中澳牌的右軚車在道路上行駛。
左側行車的日本，容許輸入來自歐洲或北美的左軚車輛在日本行駛（商用車除外），這些左舵車輛通常在右面車頭安裝一支棒，讓司機知道車頭右側的位置，確保安全。由於大部分引進日本的左駕車皆屬較高價位的歐美品牌，因此左軚車常給人較右軚車高級的先入為主印象，導致縱使車廠方面提供有右軚車型版本，許多購買進口車輛的日本人仍會刻意選擇左軚車型以彰顯自身的與眾不同。另外，很多企業高階主管都會僱用司機為自己開車，使用左軚車型可以方便司機停車後立刻在靠行人路的一邊為坐在後座的僱主打開車門。
英國和澳門都是左側行車，但允許左駕乘用車和商用車領牌行駛，左側行車的馬來西亞亦允許左駕乘用車領牌行駛。
香港允許懸掛中港牌的左軚車在道路上行駛，亦有部份駐港解放軍車輛為左駕車。另外所有車齡20年或以上而未領有車牌的乘用車，不論左軚還是右軚，其車主成為香港老爺車會會員後，可透過會方向運輸署申請「老爺車行駛許可證」，作為出席活動使用。運輸署會根據車輛的資料，包括過往在外國的合法出牌紀錄作出審批，用家也必須購買第三者保險。每次申請的一年有效期內，只可在路上行駛12次，每次出車前均須預先通知署方。
在加勒比海的一些岛国和英国殖民地，如巴哈马、开曼群岛、特克斯和凯科斯群岛、英属维尔京群岛，虽然采取英式的左行方式，但大多数车辆是从美国进口的左軚车。
台灣雖然在由國民政府佔領之後將道路方向由靠左改成靠右，但是一直到1970年代正式將車輛駕駛座位置列入相關交通法令內前，道路上仍然處於左駕車與右駕車混雜的情況（尤其是當時自日本引進了大量右駕車輛）。《道路交通安全規則》 中明文規定車輛駕駛座必須靠左，但由於法律有不溯及既往的特性（此原則適用於各類法律以及行政命令），因此一些新規定實施之前就已引進的右軚車，仍能合法掛牌上路。時隔多年雖然這些合法右軚車已因使用年份過高而逐漸淘汰，但仍然有少數幾輛特意被保存下來。星光部隊（在台受訓的新加坡軍隊）車輛，也是右軚車輛，但特別許可在道路行駛。工程用動力機械，如起重機、吊車等因大多從日本進口，因此法規允許在2015年12月31日之前進口的右駕動力機械可領牌上路行駛。
在北美，舊款右駕車是可以領牌行駛，所以有些美國人和加拿大人從日本進口只有日規的右駕車，亦有來自英國和香港的二手雙層巴士改裝車門後於北美行走，但維持右駕方式，另外美國的郵務車都是右駕，如此一來，在靠右行駛的道路上，可以讓郵递员方便不下車到路邊郵筒取信。
今日大部分的量產車輛都擁有兩個以上的前排座位，且駕駛座一定位於前排座位的最左側或最右側，但是有少部分特殊設計的車輛卻沒有辦法依此原則分類為左軚或右軚車。例如，由麥拉倫汽車（McLaren Automotive）所生產的超級跑車麥拉倫F1（McLaren F1）就擁有一個前座、兩個後座，且三個座位採三角形配置，駕駛座位於前方的正中央，既不靠左也不靠右，左右兩個後座則是位於駕駛座斜後方，雖然座椅本身的位置比前座椅靠後，但乘客實際乘坐時，其腿部其實是位在駕駛座的側面而非後面，因此很難認定駕駛座是否是獨立成排、抑或其實是三個座位中的中座。然而，由於當時美國部分的聯邦州規定只有駕駛座靠左的車輛才能合法掛牌上路，為了符合這規則避免座位配置定義上的模糊導致掛牌有困難，部分外銷至美國的McLaren F1取消了位於左邊的後排乘客座改為置物空間，而成為左前-右後的斜向雙座設計，並以駕駛座位於所有座位中最左側所以是左駕車輛的理由順利通過道路法規，是一個非常少見的特殊案例。
在歐洲，有貨車改裝成只有一個設於正中央的駕駛座，左右兩側為裝載貨物的空間，這個設計能夠讓長條形的貨物完全平放在車斗上。
很多掃街車的左右兩側都是駕駛座，這個設計是為了當掃街車在靠行人路的一邊進行清掃時，方便司機看見路邊。

## 依國家和地區分布
在目前得到聯合國承認的195個國家中，141個國家在公路上使用靠右行駛，54個國家在公路上使用靠左行駛。一個國家及其領土和屬地算作一個國家。首先列出的任何方向性都是流量類別中一般使用的類型。
| 國家             | 國家               | 道路交通 | 切換日期      | 註釋、例外 |
| ---------------- | ------------------ | -------- | ------------- | --- |
| 阿富汗           | 阿富汗             | 靠右行駛 |               | 喀布爾於1955年採用靠右行駛 |
| 阿尔巴尼亚       | 阿尔巴尼亚         | 靠右行駛 |               | |
| 阿尔及利亚       | 阿尔及利亚         | 靠右行駛 |               | 曾為法國領土，直到1962年。 |
| 安道尔           | 安道尔             | 靠右行駛 |               | 法國和西班牙之間包夾的內陸國。 |
| 安哥拉           | 安哥拉             | 靠右行駛 | 1928年        | 曾為葡萄牙殖民地，直到1975年。 |
| 安地卡及巴布達   | 安地卡及巴布達     | 靠左行駛 |               | 屬於該國的加勒比海島嶼在1958年之前是英國的殖民地。 |
| 阿根廷           | 阿根廷             | 靠右行駛 | 1945年6月10日 | 每年6月10日的周年紀念日仍被視為“Día de la Seguridad Vial”（道路安全日）。 |
| 亞美尼亞         | 亞美尼亞           | 靠右行駛 |               | |
|                  |                    | 靠左行駛 |               | 1901年之前的英國殖民地。包括澳大利亚海外领地。 |
| 奥地利           | 奥地利             | 靠右行駛 | 1921~1938年間 | 原本靠左行駛，和大部分奧匈帝國一樣，但在納粹德國佔領時切換。 |
|                  |                    | 靠右行駛 |               | |
| 巴哈马           | 巴哈马             | 靠左行駛 |               | 1973年之前的英國殖民地，加勒比島嶼。但大多數乘用車是美國進口的左軚車。 |
| 巴林             | 巴林               | 靠右行駛 | 1967年11月    | 前英國保護國，後切換為與鄰國相同方向。一個島國，自1986年以來一直通過大橋與阿拉伯半島本土連接。 |
|                  |                    | 靠左行駛 |               | 1947年之前是英屬印度的一部分，後與巴基斯坦一起獨立，直至1971年從巴基斯坦中再獨立。 |
|                  |                    | 靠左行駛 |               | 這個大西洋島國在1966年之前是英國的殖民地。 |
| 白俄羅斯         | 白俄羅斯           | 靠右行駛 |               | |
| 比利时           | 比利时             | 靠右行駛 | 1899年        | |
|                  |                    | 靠右行駛 | 1961年        | 前英國殖民地，直至1981年獨立時，切換為與鄰國相同方向。 |
|                  |                    | 靠右行駛 |               | 1960年前作為法屬西非的一部分。 |
| 不丹             | 不丹               | 靠左行駛 |               | 1949年前受英國保護。 |
| 玻利维亚         | 玻利维亚           | 靠右行駛 |               | |
|                  |                    | 靠右行駛 | 1918年        | 奧匈帝國政權垮臺時切換了方向。 |
|                  |                    | 靠左行駛 |               | 1966年之前的英國殖民地。 |
| 巴西             | 巴西               | 靠右行駛 | 1928年        | 1822年之前的葡萄牙殖民地。 |
|                  |                    | 靠左行駛 |               | 英國保護國，直到1984年。 |
| 保加利亚         | 保加利亚           | 靠右行駛 |               | |
| 布吉納法索       | 布吉納法索         | 靠右行駛 |               | 1958年之前是法屬西非的一部分。 |
|                  |                    | 靠右行駛 |               | 1962年之前的比利時殖民地。考慮切換為靠左行駛。 |
| 柬埔寨           | 柬埔寨             | 靠右行駛 |               | 1953年之前的法國保護國。 |
| 喀麦隆           | 喀麦隆             | 靠右行駛 | 1961年        | |
| 加拿大           |                    | 靠右行駛 |               | |
| 加拿大           |                    | 靠右行駛 | 1920~1922年間 | 1920年7月15日內部改變，溫哥華和沿海地區1922年1月1日跟進改變 |
| 加拿大           | 曼尼托巴省         | 靠右行駛 |               | |
| 加拿大           | 1922年12月1日      | 靠右行駛 |               | |
| 加拿大           | 紐芬蘭與拉布拉多省 | 靠右行駛 | 1947年1月2日  | 1949年以前是英國的自治領。 |
| 加拿大           |                    | 靠右行駛 |               | |
| 加拿大           | 新斯科舍省         | 靠右行駛 | 1923年4月15日 | |
| 加拿大           | 努納武特地區       | 靠右行駛 |               | |
| 加拿大           | 安大略省           | 靠右行駛 |               | |
| 加拿大           | 愛德華王子島省     | 靠右行駛 | 1924年5月1日  | |
| 加拿大           | 魁北克省           | 靠右行駛 |               | |
| 加拿大           | 薩斯喀徹溫省       | 靠右行駛 |               | |
| 加拿大           | 育空地區           | 靠右行駛 |               | |
|                  |                    | 靠右行駛 | 1928年        | 1975年之前的葡萄牙殖民地。 |
| 中非             | 中非               | 靠右行駛 |               | 1960年之前的法國殖民地。 |
|                  |                    | 靠右行駛 |               | 1960年之前的法國殖民地。 |
| 智利             | 智利               | 靠右行駛 | 1920年代      | |
| 中华人民共和国   | 中国大陆           | 靠右行駛 | 1946年6月19日 | 1946年6月19日，中華民國國民政府頒布《違警罰法》，於第五十八條第七款中明確規定道路通行方向改成車馬、行人，不按右側前進，不聽禁止者，處二十圓以下罰鍰或申誡。1949年兩岸分治，中華人民共和國在大陸成立後繼承該規定，且之後制定的法律中都明確規定靠右行駛。                                                                                                |
| 中华人民共和国   | 香港特別行政區     | 靠左行駛 |               | 香港在1841年至1941年12月25日，(1941年12月25日至1945年這期間被同屬靠左的日本日本殖民統治)及在1945年至1997年間由英國殖民統治，因此驾驶習慣跟隨英国為靠左驾驶。1997年香港回歸後，靠左驾驶習慣得到保留至今。不過在深圳灣口岸和港珠澳大橋香港連接路（包括觀景山隧道）為靠右行驶，為香港少數需要靠右行驶的情況。                                             |
| 中华人民共和国   | 澳門特別行政區     | 靠左行駛 |               | 自1553年开始，澳門一直處於葡萄牙的統治之下。1920年，葡萄牙本土及其海外殖民地在开始陆续将左行改为右行，但与当时左行国家接壤的海外殖民地除外，这些殖民地中包括澳门（与当时采取左行规则的广东地区接壤），成为少数殖民地不跟随殖民母国更改驾驶习惯的情况。1999年澳門回歸后，靠左驾驶习惯得到保留至今。                                                     |
| 中華民國（臺灣） | 中華民國（臺灣）   | 靠右行駛 | 1946年6月19日 | 台灣日治時期靠左。中華民國國民政府於1946年與大陸地區一起將台灣地區改為靠右。 |
| 哥伦比亚         | 哥伦比亚           | 靠右行駛 |               | |
|                  |                    | 靠右行駛 |               | 1975年之前的法國殖民地。 |
| 刚果共和国       | 刚果共和国         | 靠右行駛 |               | 1960年之前的法國殖民地。 |
| 刚果民主共和国   | 刚果民主共和国     | 靠右行駛 |               | 1960年之前的比利時殖民地。该国（尤其是东南部省份）经常有富裕家庭开右舵车。 |
|                  |                    | 靠右行駛 |               | |
|                  |                    | 靠右行駛 |               | 1960年之前是法屬西非的一部分。 |
|                  |                    | 靠右行駛 | 1926年        | 當時是南斯拉夫王國的一部分。 |
| 古巴             | 古巴               | 靠右行駛 |               | |
| 賽普勒斯         | 賽普勒斯           | 靠左行駛 |               | 1960年前由英國管理的島國，目前事實上分為塞浦路斯共和國、北塞浦路斯土耳其共和國、聯合國緩衝區和英國亞克羅提利與德凱利亞主權基地區，都是靠左。 |
| 捷克             | 捷克               | 靠右行駛 | 1939年        | 在德國占領捷克斯洛伐克期間切換。 |
| 丹麦             | 丹麦               | 靠右行駛 |               | 包括法羅群島和格陵蘭。 |
|                  |                    | 靠右行駛 |               | 1977年之前的法國殖民地（背景复杂，参见法属索马里兰、法属阿法尔和伊萨领地）。 |
| 多米尼克         | 多米尼克           | 靠左行駛 |               | 1978年之前的英國殖民地。加勒比島嶼。 |
|                  |                    | 靠右行駛 |               | |
| 东帝汶           | 东帝汶             | 靠左行駛 | 1976年7月19日 | 1975年前作为葡萄牙殖民地，此前1928年随葡萄牙暂时切换为靠右，旋即在印尼吞併下，1976年改回靠左，再次独立后依旧维持现状。 |
|                  |                    | 靠右行駛 |               | |
| 埃及             | 埃及               | 靠右行駛 |               | |
| 薩爾瓦多         | 薩爾瓦多           | 靠右行駛 |               | |
| 赤道几内亚       | 赤道几内亚         | 靠右行駛 |               | 1968年之前的西班牙殖民地。 |
|                  |                    | 靠右行駛 | 1964年6月8日  | 1942年之前的意大利殖民地。 |
| 爱沙尼亚         | 爱沙尼亚           | 靠右行駛 |               | |
|                  |                    | 靠左行駛 |               | 英國保護國直到1968年，繼續維持與鄰國相同行駛方向。 |
| 衣索比亞         | 衣索比亞           | 靠右行駛 | 1964年6月8日  | |
| 斐济             | 斐济               | 靠左行駛 |               | 這個島國在1970年之前是英國的殖民地。 |
| 芬兰             | 芬兰               | 靠右行駛 | 1858年6月8日  | |
| 法國             | 法國               | 靠右行駛 | 1792年        | 包括法屬波利尼西亞、新喀里多尼亞、聖皮埃爾和密克隆、瓦利斯和富圖納、法屬圭亞那、留尼汪、聖巴泰勒米、法屬聖馬丁、瓜德羅普和馬約特。 |
| 加彭             | 加彭               | 靠右行駛 |               | 1960年前的法國殖民地。 |
|                  |                    | 靠右行駛 | 1965年10月1日 | 1965年前作为英國殖民地，1965年10月1日被前法國殖民地塞內加爾包圍之前，改為靠右。 |
|                  |                    | 靠右行駛 |               | 由於從日本進口的二手車成本低，格魯吉亞約有40%的車輛是右軚車。 |
| 德国             | 德国               | 靠右行駛 |               | |
|                  |                    | 靠右行駛 | 1974年8月4日  | 英國殖民地直到1957年。加納在1974年改為靠右，当地有契维语口号“Nifa, Nifa Enan”（正确，向右挂四挡），加納還禁止右軚車輛——禁止在1974年8月1日（交通切换3天前）之後新註冊右軚車輛。 |
| 希腊             | 希腊               | 靠右行駛 | 1926年        | 自獨立以來本來靠左行駛（雖然是非正式的），1926年交通法規的建立，正式將交通改為靠右行駛交通。 |
| 格瑞那達         | 格瑞那達           | 靠左行駛 |               | 1974年之前的英國殖民地。加勒比島嶼。 |
|                  |                    | 靠右行駛 |               | |
| 几内亚           | 几内亚             | 靠右行駛 |               | 1958年之前的法属西非一部分。 |
|                  |                    | 靠右行駛 | 1928年        | 葡萄牙殖民地，直到1974年。與鄰國保持相同行駛方向。 |
|                  |                    | 靠左行駛 |               | 1966年以前的英國殖民地。美洲大陸上僅有的兩個靠左行駛國家之一，另一個是蘇里南。 |
| 海地             | 海地               | 靠右行駛 |               | 法國殖民地直到1804年。 |
|                  |                    | 靠右行駛 |               | |
| 匈牙利           | 匈牙利             | 靠右行駛 | 1941年        | 原本靠左行駛，和大部分奧匈帝國一樣，但在第二次世界大戰期間切换。 |
| 冰島             | 冰島               | 靠右行駛 | 1968年5月26日 | 该大西洋岛国在H日宣布切换右行。大多數乘用車已經是左軚車。 |
| 印度             | 印度               | 靠左行駛 |               | 1947年之前是英屬印度的一部分。 |
| 印度尼西亞       | 印度尼西亞         | 靠左行駛 |               | 早年道路與鐵路均由荷蘭人修建，道路採用英國與日本標準靠左，而鐵路採用荷蘭標準靠右。城市鐵路也使用了靠右行駛。1906年沒有變邊，與荷蘭不同。 |
| 伊朗             | 伊朗               | 靠右行駛 |               | |
| 伊拉克           | 伊拉克             | 靠右行駛 |               | |
| 愛爾蘭           | 愛爾蘭             | 靠左行駛 |               | 1922年以前是英國的一部分，随后独立建国。该国具有爱尔兰岛大部分，剩余东北一小部分作为英国构成国北爱尔兰，均靠左行驶。 |
| 以色列           | 以色列             | 靠右行駛 |               | |
| 義大利           | 義大利             | 靠右行駛 | 1924~1926年間 | |
| 牙买加           | 牙买加             | 靠左行駛 |               | 1962年之前的英國殖民地，加勒比島嶼。大多数乘用车为右舵车，但货柜车及其他重载卡车则多为从美国进口的左舵车。 |
| 日本             | 日本               | 靠左行駛 |               | 1924年頒布靠左行駛的法律，為少數非前英國殖民地的法定靠左國家。沖繩縣在美軍託管期間（1945年6月24日~1978年7月30日）曾隨美靠右。 |
| 约旦             | 约旦               | 靠右行駛 |               | |
|                  |                    | 靠右行駛 |               | |
|                  |                    | 靠左行駛 |               | 1963年之前是英屬東非保護國的一部分。 |
| 基里巴斯         | 基里巴斯           | 靠左行駛 |               | 该太平洋岛国1979年之前为英国殖民地。 |
| 科索沃           | 科索沃             | 靠右行駛 |               | |
| 科威特           | 科威特             | 靠右行駛 |               | 直到1961年的英國保護國。 |
|                  |                    | 靠右行駛 |               | 2012年，從日本進口了超過2万輛廉價二手右軚汽車。 |
|                  |                    | 靠右行駛 |               | 法國的保护国，直到1953年。為便於連接泰國路網，泰老友誼橋则靠左。 |
| 拉脫維亞         | 拉脫維亞           | 靠右行駛 |               | |
| 黎巴嫩           | 黎巴嫩             | 靠右行駛 |               | 1946年前作为法國的託管属地。 |
| 賴索托           | 賴索托             | 靠左行駛 |               | 1885年至1966年間為英國的保護國，同為靠左的南非的內飛地。 |
| 利比里亚         | 利比里亚           | 靠右行駛 |               | 曾受美国统治 |
| 利比亞           | 利比亞             | 靠右行駛 |               | 1911年至1947年间的意大利殖民地。 |
| 列支敦斯登       | 列支敦斯登         | 靠右行駛 |               | 位於瑞士和奧地利之間的內陸國家。 |
| 立陶宛           | 立陶宛             | 靠右行駛 |               | |
| 盧森堡           | 盧森堡             | 靠右行駛 |               | |
| 马达加斯加       | 马达加斯加         | 靠右行駛 |               | 该岛国1958年前曾为法國殖民地。 |
| 马拉维           | 马拉维             | 靠左行駛 |               | 1964年之前的英國殖民地。 |
| 马来西亚         | 马来西亚           | 靠左行駛 |               | 1957年之前的英國殖民地。 |
| 馬爾地夫         | 馬爾地夫           | 靠左行駛 |               | 這個島國在1965年之前是英國的殖民地。 |
|                  |                    | 靠右行駛 |               | 1960年前的法屬西非一部分。 |
| 馬爾他           | 馬爾他             | 靠左行駛 |               | 1964年之前的英國殖民地，島國。 |
| 马绍尔群岛       | 马绍尔群岛         | 靠右行駛 |               | 曾受美國统治。 |
| 毛里塔尼亚       | 毛里塔尼亚         | 靠右行駛 |               | 1960年之前法屬西非的一部分。聯絡弗德里克和祖埃拉特之間的礦石運輸道路則靠左。 |
| 模里西斯         | 模里西斯           | 靠左行駛 |               | 這個島國在1968年之前是英國的殖民地。 |
| 墨西哥           | 墨西哥             | 靠右行駛 |               | |
| 密克羅尼西亞聯邦 | 密克羅尼西亞聯邦   | 靠右行駛 |               | 曾受美國统治。 |
| 摩尔多瓦         | 摩尔多瓦           | 靠右行駛 |               | |
| 摩納哥           | 摩納哥             | 靠右行駛 |               | 曾受法國控制。 |
| 蒙古国           | 蒙古国             | 靠右行駛 |               | |
| 蒙特內哥羅       | 蒙特內哥羅         | 靠右行駛 |               | |
| 摩洛哥           | 摩洛哥             | 靠右行駛 |               | 曾分别作为法國和西班牙的保护国，直到1956年。 |
| 莫桑比克         | 莫桑比克           | 靠左行駛 |               | 葡萄牙殖民地，直到1975年。與鄰國維持同一通行方向。 |
| 緬甸             | 緬甸               | 靠右行駛 | 1970年12月6日 | 1948年前为英國殖民地。1970年宣布切换。 |
| 纳米比亚         | 纳米比亚           | 靠左行駛 | 1920年        | 一战期间，南非占领德屬西南非洲時，轉為靠左。1920~1990年间西南非洲地区由南非管理。 |
| 瑙鲁             | 瑙鲁               | 靠左行駛 | 1918年        | 這個島國在1968年之前由澳大利亚管理。 |
| 尼泊尔           | 尼泊尔             | 靠左行駛 |               | 與靠左行駛的印度共享開放的陸地邊界。 |
| 荷蘭             | 荷蘭               | 靠右行駛 | 1906年1月1日  | 包括三大加勒比构成国阿鲁巴、庫拉索及荷属圣马丁。 |
| 新西兰           | 新西兰             | 靠左行駛 |               | 這些太平洋島嶼，包括領地构成国紐埃和庫克群島，都是前英國殖民地。 |
| 尼加拉瓜         | 尼加拉瓜           | 靠右行駛 |               | |
| 尼日尔           | 尼日尔             | 靠右行駛 |               | 1958年之前是法屬西非的一部分。 |
| 奈及利亞         | 奈及利亞           | 靠右行駛 | 1972年4月2日  | 1960年前曾为英國殖民地。在军政府领导下，跟随包围它的前法国殖民地一起改为靠右。 |
|                  |                    | 靠右行駛 | 1946年        | 日治時期靠左行駛。日本投降後切換到靠右行駛。 |
| 北馬其頓         | 北馬其頓           | 靠右行駛 |               | |
| 挪威             | 挪威               | 靠右行駛 |               | |
| 阿曼             | 阿曼               | 靠右行駛 |               | |
| 巴基斯坦         | 巴基斯坦           | 靠左行駛 |               | 1947年之前是英屬印度的一部分。 |
| 帛琉             | 帛琉               | 靠右行駛 |               | 大多數乘用車由澳大利亞及日本進口為右肽車，曾受美國统治。 |
| 巴勒斯坦         | 巴勒斯坦           | 靠右行駛 |               | |
| 巴拿马           | 巴拿马             | 靠右行駛 | 1943年        | |
|                  |                    | 靠左行駛 |               | 第一次世界大戰期間澳大利亞佔領德屬新幾內亞後，轉為靠左。 |
| 巴拉圭           | 巴拉圭             | 靠右行駛 | 1945年1月25日 | |
| 秘魯             | 秘魯               | 靠右行駛 |               | |
| 菲律賓           | 菲律賓             | 靠右行駛 | 1946年        | 曾在西班牙和美國殖民時期靠左行駛。1945年馬尼拉之戰後改用靠右行駛。该国右肽車（包括进口巴士）一直用到20世纪80年代后期。菲律賓國家鐵路2010年宣布改为靠右行车。1998年菲律宾共和国8506号法案规定禁止为新进口的右肽車登记车牌照，及民用驾驶右肽車，然而质量尚佳的“陈列室”摆放右肽車（限1960年前制造），或是越野比赛专用右肽車仍可，且仅可用于汽车运动赛事。 |
| 波蘭             | 波蘭               | 靠右行駛 |               | 波蘭東南部（前奧地利分區）在1920年代之前一直靠左行駛。 |
| 葡萄牙           | 葡萄牙             | 靠右行駛 | 1928年        | 殖民地果阿、澳門和莫桑比克，與當時的靠左國家接壤，並未跟隨切換，繼續靠左行駛。波爾圖地鐵靠右行駛。 |
|                  |                    | 靠右行駛 |               | 前英國保護國。與鄰國一同切換。 |
| 羅馬尼亞         | 羅馬尼亞           | 靠右行駛 | 1919年        | 屬於奥匈帝国一部分的羅馬尼亞地區（特蘭西瓦尼亞、布科維納、部分巴納特、克里薩納和馬拉穆列斯的一部分）靠左行駛，直到1919年。 |
| 俄羅斯           | 俄羅斯             | 靠右行駛 |               | 俄羅斯遠東地区經常存在海上鄰國日本進口的二手右肽車。聯絡莫斯科與梁贊的鐵路、下諾夫哥羅德地鐵2號線和莫斯科河纜車靠左。 |
| 卢旺达           | 卢旺达             | 靠右行駛 |               | 1962年之前的比利時殖民地。考慮切換為靠左行駛。 |
| 圣基茨和尼维斯   | 圣基茨和尼维斯     | 靠左行駛 |               | 這個加勒比島國在1983年之前是英國的殖民地。 |
| 圣卢西亚         | 圣卢西亚           | 靠左行駛 |               | 這些加勒比島國在1979年之前是英國的殖民地。 |
|                  |                    | 靠左行駛 |               | 這些加勒比島國在1979年之前是英國的殖民地。 |
| 萨摩亚           | 萨摩亚             | 靠左行駛 | 2009年9月7日  | 尽管新西蘭在一战期间曾占领德属萨摩亚，但直到2009年才决定基于经济原因切换为靠左，以便进口澳大利亚、新西兰和日本的便宜车型。 |
| 圣马力诺         | 圣马力诺           | 靠右行駛 |               | 被意大利包圍的飛地國家。 |
| 聖多美和普林西比 | 聖多美和普林西比   | 靠右行駛 | 1928年        | 葡萄牙殖民地，直到1975年。 |
| 沙烏地阿拉伯     | 沙烏地阿拉伯       | 靠右行駛 | 1942年        | |
| 塞内加尔         | 塞内加尔           | 靠右行駛 |               | 1960年之前是法屬西非的一部分。 |
| 塞爾維亞         | 塞爾維亞           | 靠右行駛 | 1926年        | （作為南斯拉夫王国的一部分），伏伊伏丁那在奧匈帝國的一部分時靠左。 |
| 塞舌尔           | 塞舌尔             | 靠左行駛 |               | 這個島國在1976年之前一直是英國的殖民地。 |
|                  |                    | 靠右行駛 | 1971年3月1日  | 1961年前为英國殖民地。在被鄰近的前法國殖民地包圍时宣布改为靠右。此外，在2013年起该国禁止進口右軚車輛。 |
| 新加坡           | 新加坡             | 靠左行駛 |               | 這個島國在1963年之前是英國的殖民地。在1965年之前也是馬來亞的一部分。 |
| 斯洛伐克         | 斯洛伐克           | 靠右行駛 | 1939~1941年间 | 在德國占領捷克斯洛伐克期間切換。 |
| 斯洛維尼亞       | 斯洛維尼亞         | 靠右行駛 | 1926年        | （作為南斯拉夫王国的一部分），官方记载1915年作为奥匈帝国的一部分曾实行靠左。 |
| 所罗门群岛       | 所罗门群岛         | 靠左行駛 |               | 這個島國在1975年之前是英國的保護國。 |
|                  |                    | 靠右行駛 |               | 前英屬索馬利蘭為靠左行駛，直到與靠右行駛的前義屬索馬利蘭合併。 |
| 南非             | 南非               | 靠左行駛 |               | 1910年之前的英國殖民地。 |
|                  |                    | 靠右行駛 | 1946年        | 日治時期靠左。日本投降後切換靠右。 |
| 南蘇丹           | 南蘇丹             | 靠右行駛 | 1973年        | 蘇丹的一部分，直到2011年。 |
| 西班牙           | 西班牙             | 靠右行駛 | 1924年        | 直到1920年代巴塞羅那是靠右行駛，而馬德里直到1924年才靠右行駛。馬德里地鐵仍然靠左行駛。 |
| 斯里蘭卡         | 斯里蘭卡           | 靠左行駛 |               | 1815年至1948年英屬錫蘭的一部分。 |
| 苏丹             | 苏丹               | 靠右行駛 | 1973年        | 曾为英埃蘇丹，独立17年后改变方向，以连接邻国路网。 |
| 苏里南           | 苏里南             | 靠左行駛 | 1920年代      | 荷蘭殖民地，直到1975年。美洲大陸上僅有的兩個靠左行駛的國家之一，另一個是圭亞那。并未跟随荷蘭本土切换。 |
| 瑞典             | 瑞典               | 靠右行駛 | 1967年9月3日  | 切換的那天被稱為H日。大多數乘用車已經是左軚車。 |
| 瑞士             | 瑞士               | 靠右行駛 |               | |
| 叙利亚           | 叙利亚             | 靠右行駛 |               | 曾受法國统治。 |
|                  |                    | 靠右行駛 |               | |
| 坦桑尼亚         | 坦桑尼亚           | 靠左行駛 |               | 1961年以前是英國殖民地。 |
| 泰國             | 泰國               | 靠左行駛 |               | 為數不多的非英殖民地靠左國家之一。與靠右行駛的緬甸、老撾和柬埔寨共享陸地邊界。 |
| 多哥             | 多哥               | 靠右行駛 |               | 1960年前為法屬西非的一部分。 |
|                  |                    | 靠左行駛 |               | 1970年前的英國保護國。波利尼西亞島國。 |
| 千里達及托巴哥   | 千里達及托巴哥     | 靠左行駛 |               | 1962年之前的英國殖民地。加勒比島国。 |
| 突尼西亞         | 突尼西亞           | 靠右行駛 |               | 1881~1956年间，法属突尼斯保护国推进该国统一靠右。 |
| 土耳其           | 土耳其             | 靠右行駛 |               | 除了都會巴士，其通常靠左行駛。 |
|                  |                    | 靠右行駛 |               | |
|                  |                    | 靠左行駛 |               | 原為英國殖民地。1978年獨立。 |
| 乌干达           | 乌干达             | 靠左行駛 |               | 1894年至1962年间為英國烏干達保護國的一部分。 |
| 乌克兰           | 乌克兰             | 靠右行駛 | 1922          | 西部地區曾在奧匈帝國的統治下靠左 |
| 阿联酋           | 阿联酋             | 靠右行駛 | 1966年9月1日  | 前英國保護國。 |
| 英国             | 英國本土           | 靠左行駛 |               | 一個與愛爾蘭共和國共享边界的島國，邻国也是靠左。英国海外领土中同样靠左的有安圭拉、阿森松島、百慕大、蒙特塞拉特、聖赫勒拿和特里斯坦-達庫尼亞。 |
| 英国             | 英屬印度洋領地     | 靠右行駛 |               | 最大岛屿迭戈加西亚岛设有美国海军基地，而美国系靠右国家。 |
| 英国             | 英屬維爾京群島     | 靠左行駛 |               | 大多數乘用車由靠右国美国进口，为左軚車。 |
| 英国             | 开曼群岛           | 靠左行駛 |               | 大多數乘用車由靠右国美国进口，为左軚車。 |
| 英国             | 福克蘭群島         | 靠左行駛 |               | 福克蘭戰爭期間短暫切換到靠右。 |
| 英国             | 直布罗陀           | 靠右行駛 | 1929年        | 因其與西班牙的陸地接壤而成為靠右。 |
| 英国             | 根西               | 靠左行駛 |               | 1940年至1945年因德國占領而靠右。 |
| 英国             | 马恩岛             | 靠左行駛 |               | |
| 英国             | 澤西               | 靠左行駛 |               | 1940年至1945年因德國占領而靠右。 |
| 英国             | 皮特凯恩群岛       | 靠左行駛 |               | 沒有官方的車輛登記系統。 |
| 英国             |                    | 靠左行駛 |               | 大多數乘用車由靠右国美国进口，为左軚車。 |
| 美国             | 美國本土           | 靠右行駛 |               | 1783（实际上1776）年从英国殖民地中独立 |
| 美国             | 阿拉斯加州         | 靠右行駛 |               | |
| 美国             | 夏威夷州           | 靠右行駛 |               | |
| 美国             | 波多黎各           | 靠右行駛 |               | |
| 美国             | 美屬維爾京群島     | 靠左行駛 |               | 美屬維爾京群島，同加勒比海的大部分地區一樣，是靠左，是美國唯一仍然靠左島嶼的司法管轄區，因為美國購買前丹麥西印度群島時，這些島嶼是靠左行駛的（见1917丹麥西印度群島條約）。大多數乘用車由美国本地进口，为左軚車。 |
| 美国             | 關島               | 靠右行駛 |               | |
| 美国             | 靠右行駛           |          |               | |
| 美国             | 美属萨摩亚         | 靠右行駛 |               | |
| 乌拉圭           | 乌拉圭             | 靠右行駛 | 1945年9月2日  | 1918年為靠左，1945年跟随南美其他一些國家，改為靠右。為了安全起見，在9月30日之前遵守了30公里/小時（19 mph）的速度限制。 |
|                  |                    | 靠右行駛 |               | |
|                  |                    | 靠右行駛 |               | 1980年前由法國和英國共同管理。 |
| 梵蒂冈           | 梵蒂冈             | 靠右行駛 |               | 羅馬飛地。 |
| 委內瑞拉         | 委內瑞拉           | 靠右行駛 |               | |
| 越南             | 越南               | 靠右行駛 |               | 1945年前的法國殖民地。龍编橋则为靠左。 |
| 西撒哈拉         | 西撒哈拉           | 靠右行駛 |               | 西班牙殖民地，直到1976年。 |
| 葉門             | 葉門               | 靠右行駛 | 1977年        | 南也門，原英國亞丁殖民地，於1977年改為靠右，此前为少数左行制共产主义国家。为此發行了紀念郵票。那時，北也門已經靠右行駛。 |
| 尚比亞           | 尚比亞             | 靠左行駛 |               | 1964年之前的英國殖民地。 |
| 辛巴威           | 辛巴威             | 靠左行駛 |               | 1980年（事实上1965年）之前的英國殖民地。 |

## 图集

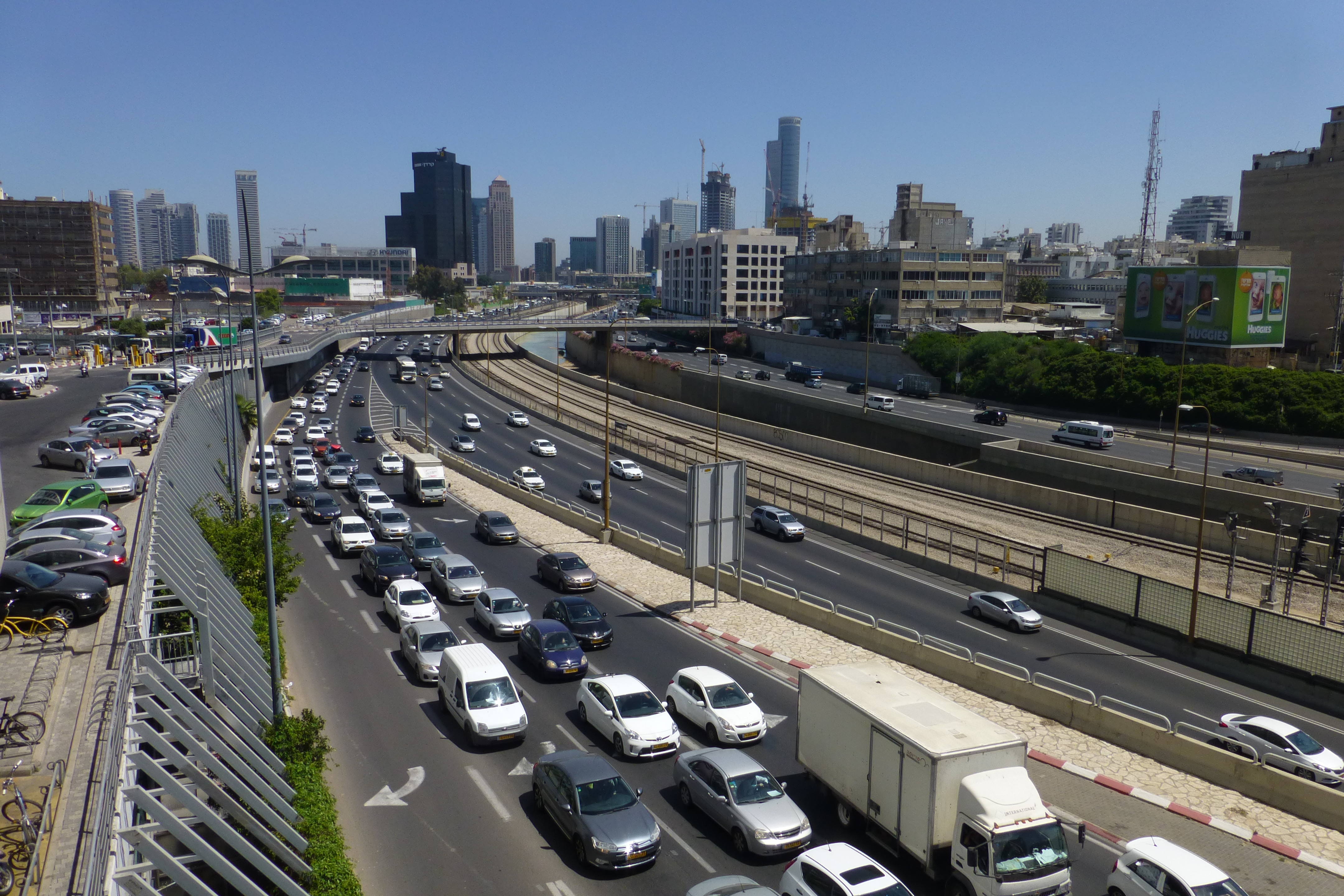
以色列阿亚隆高速公路靠右行驶
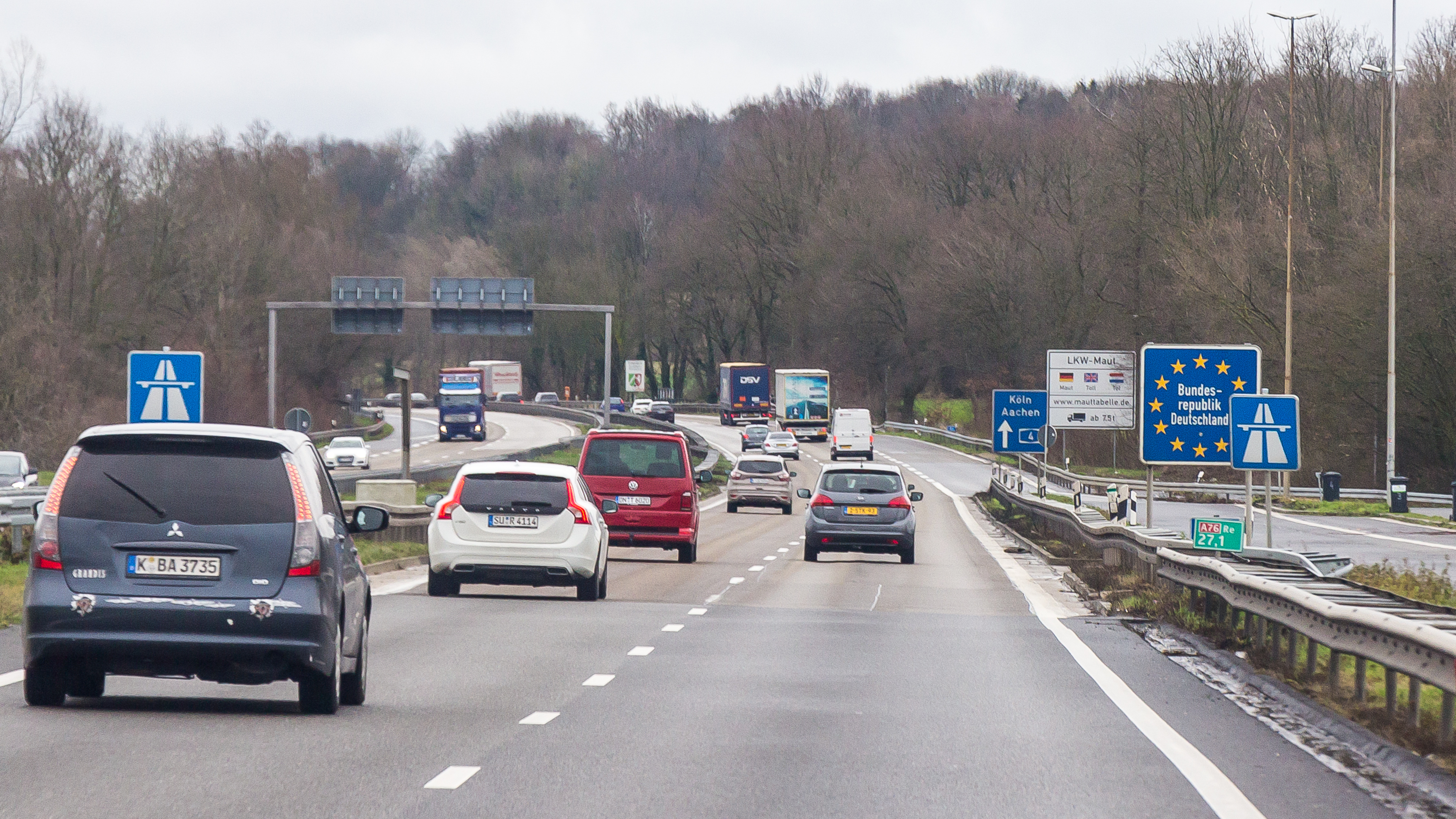
荷兰-德国边境（英语：Germany–Netherlands border）靠右行驶
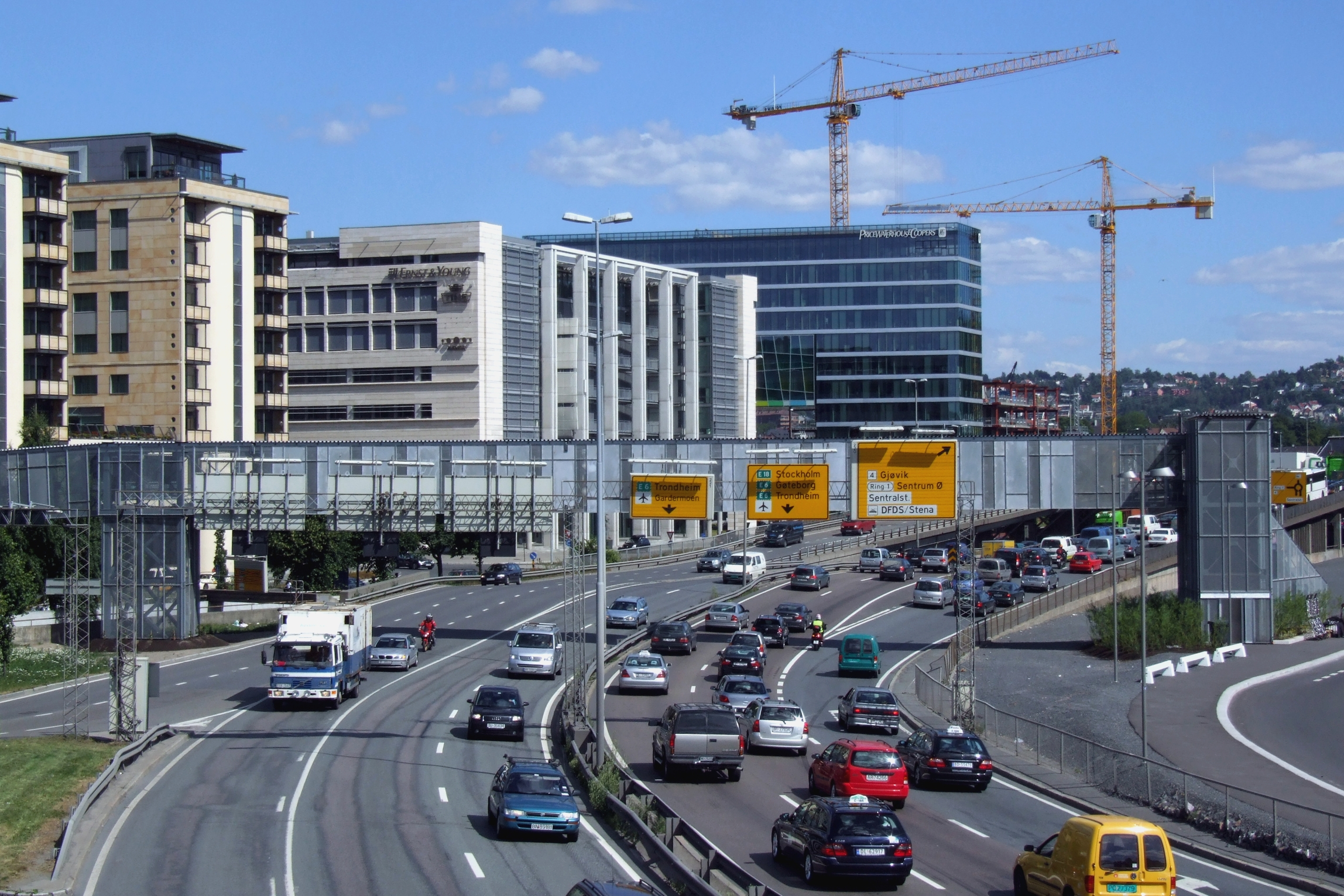
挪威奥斯陆靠右行驶
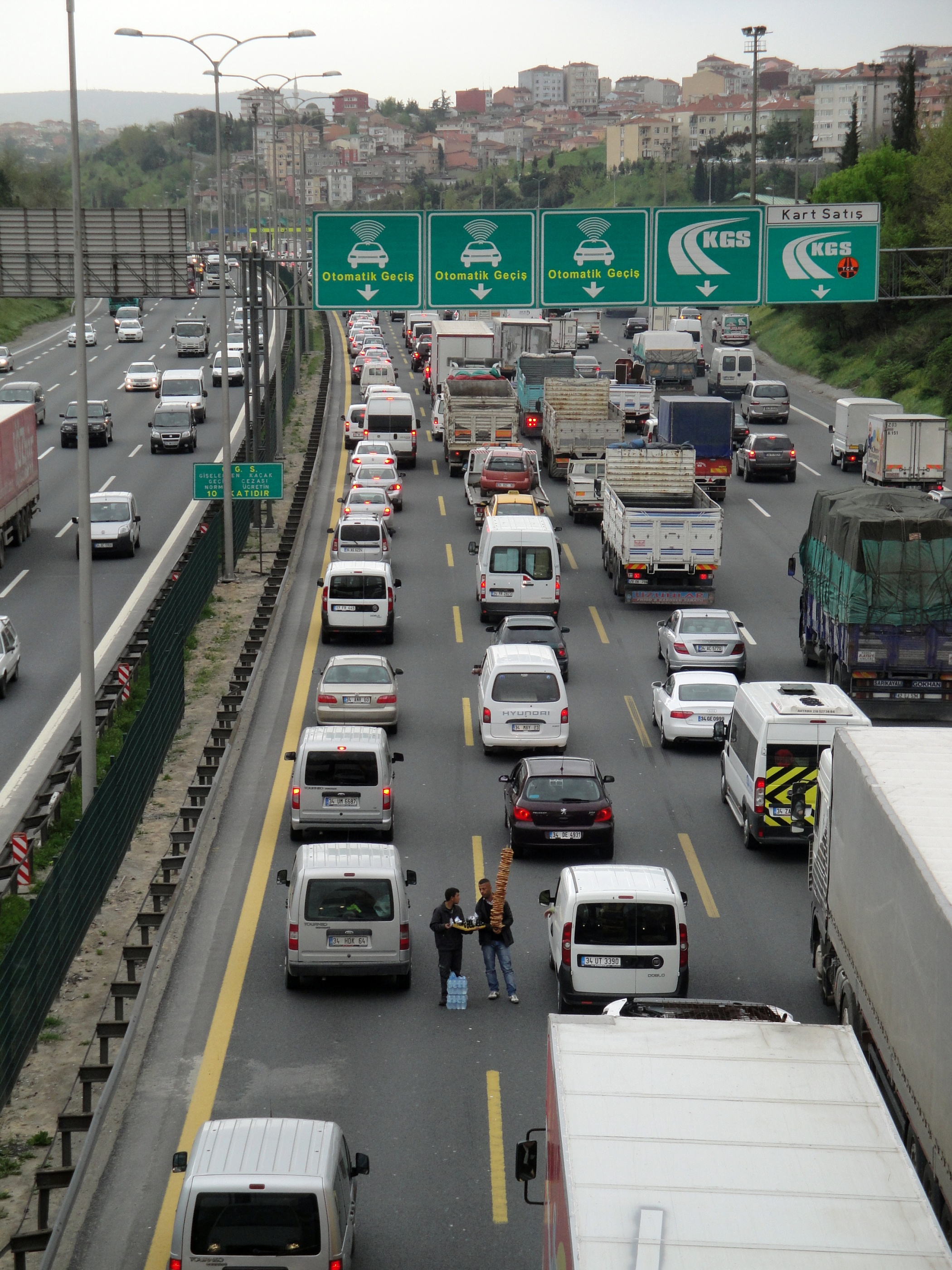
土耳其伊斯坦布尔靠右行驶
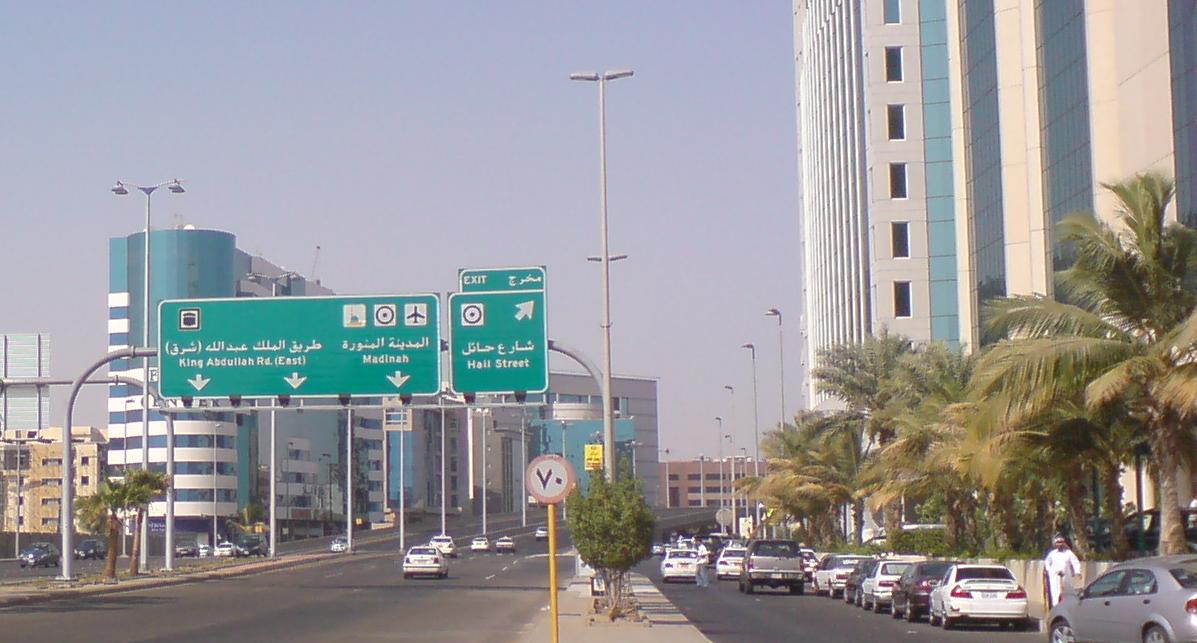
沙特阿拉伯吉达靠右行驶
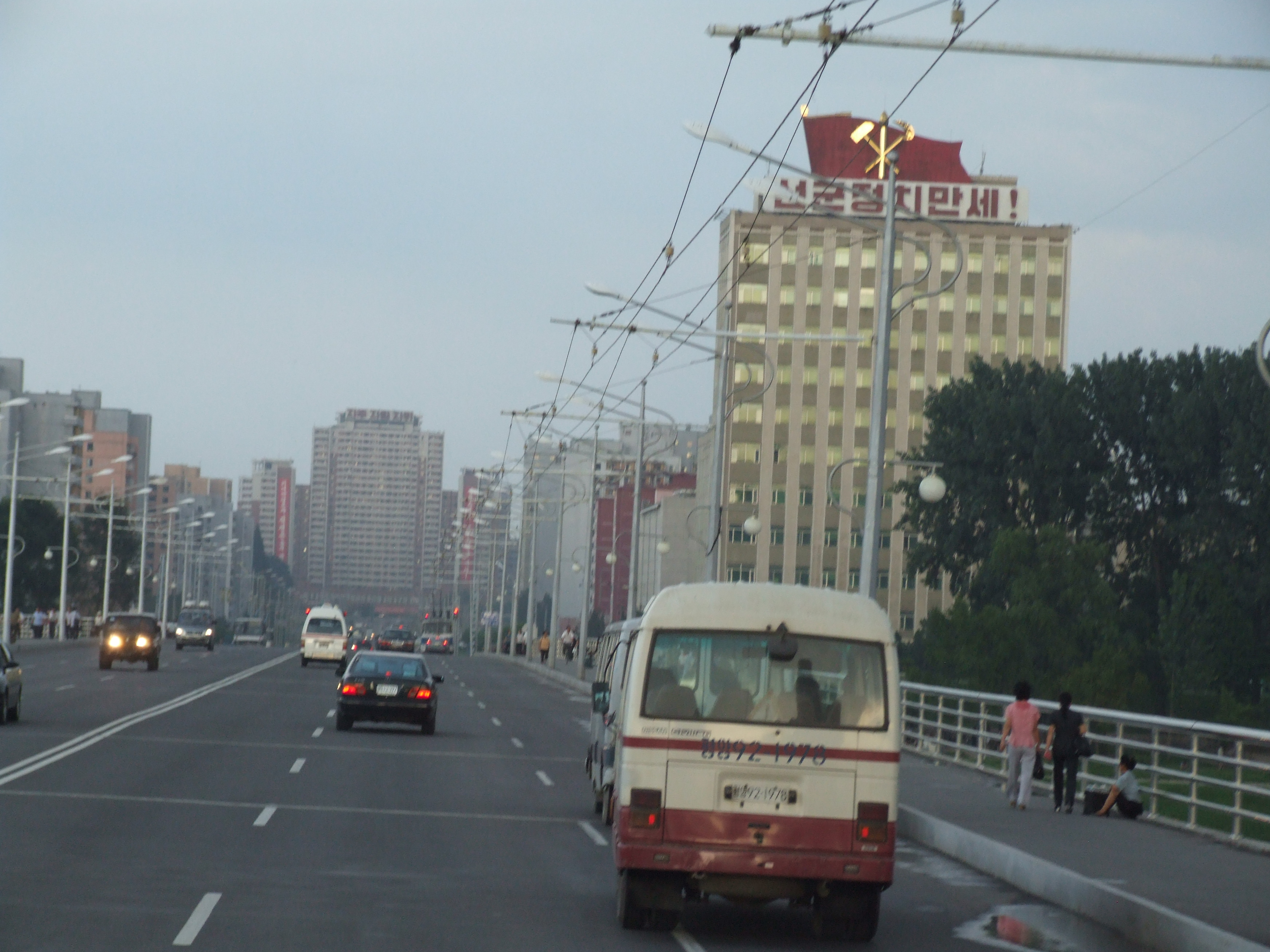
朝鲜平壤靠右行驶
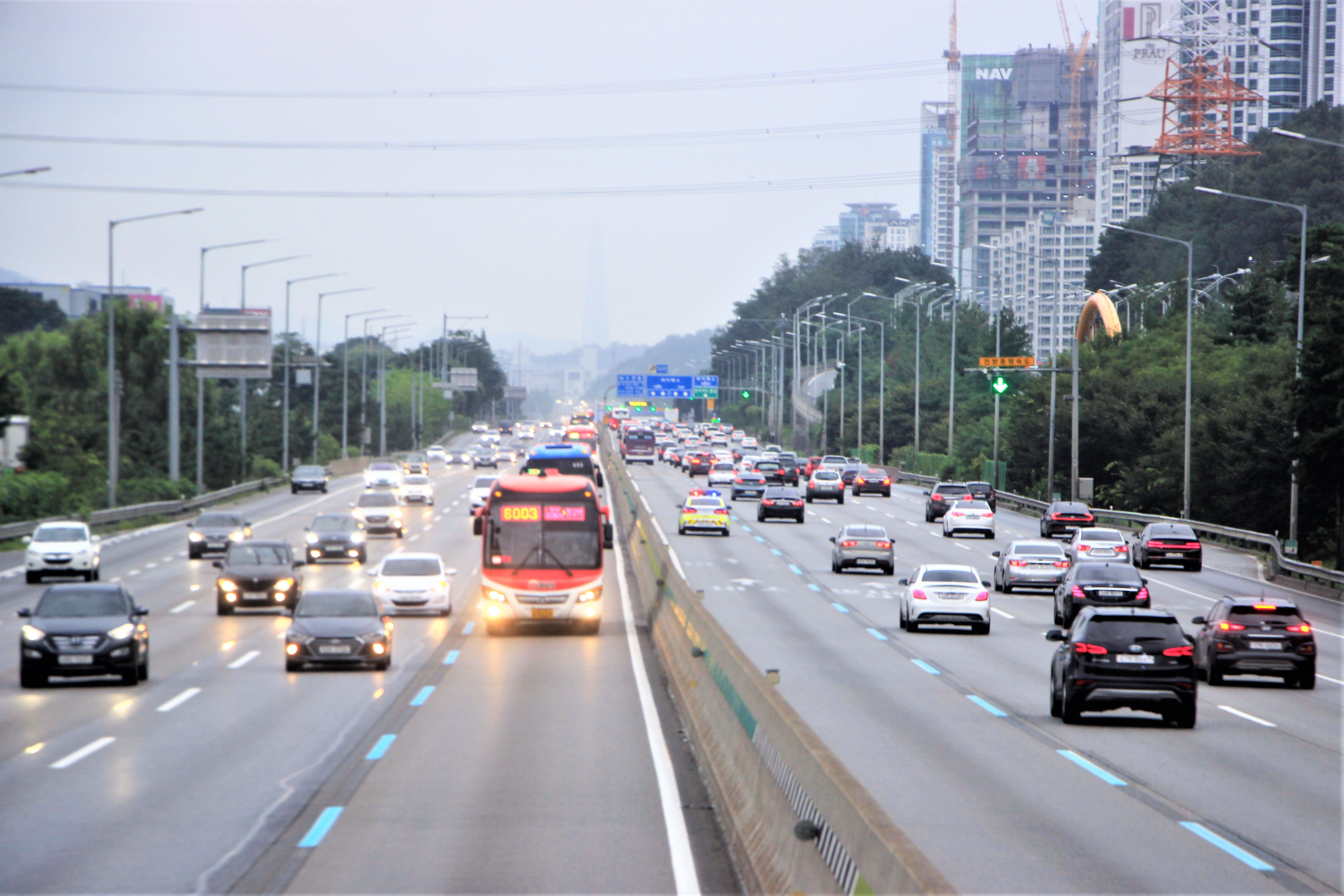
韩国京釜高速公路靠右行驶
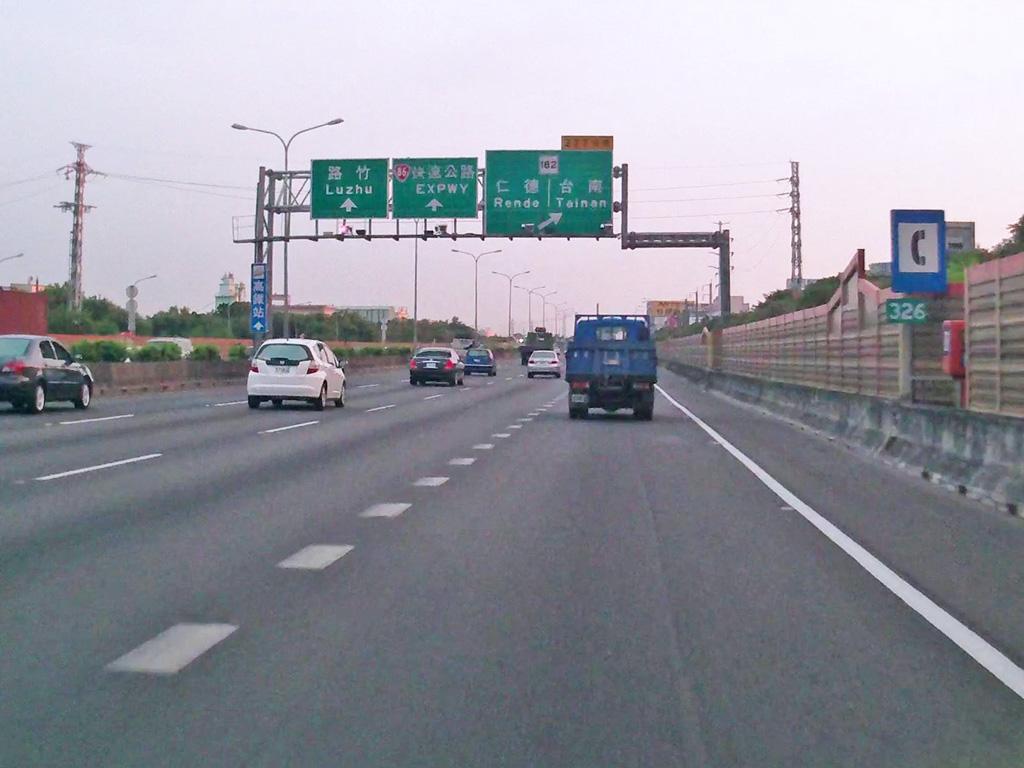
中華民國中山高速公路靠右行駛
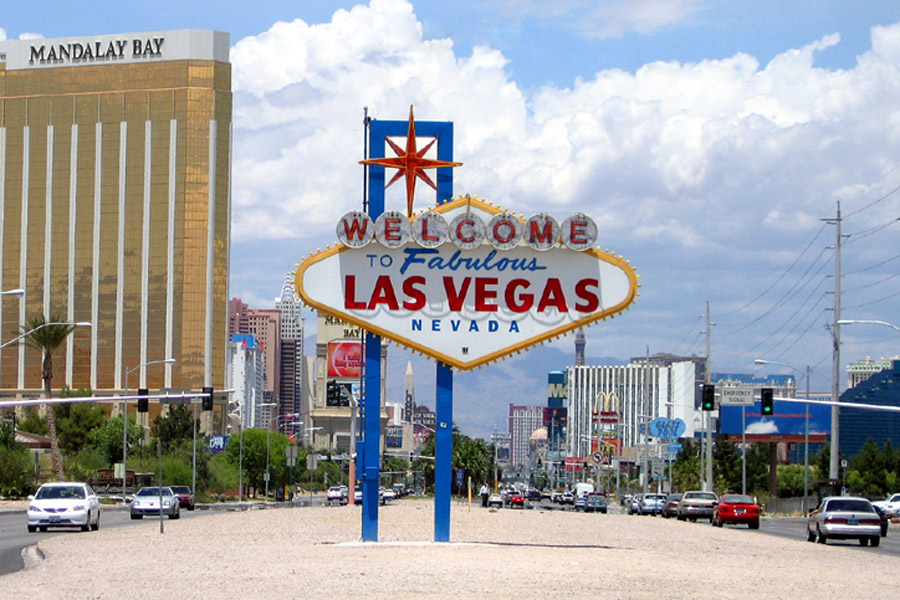
美国内华达州拉斯维加斯靠右行驶
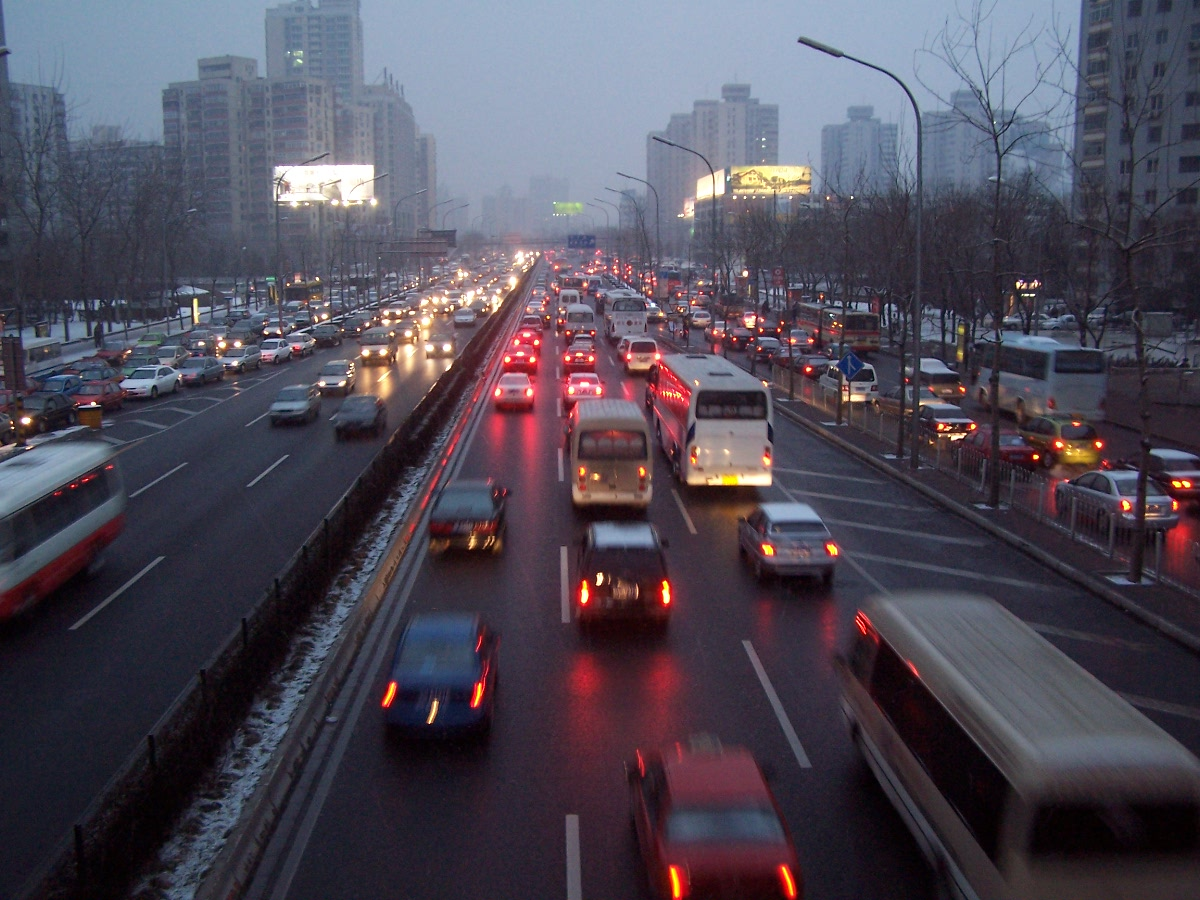
中国北京靠右行驶
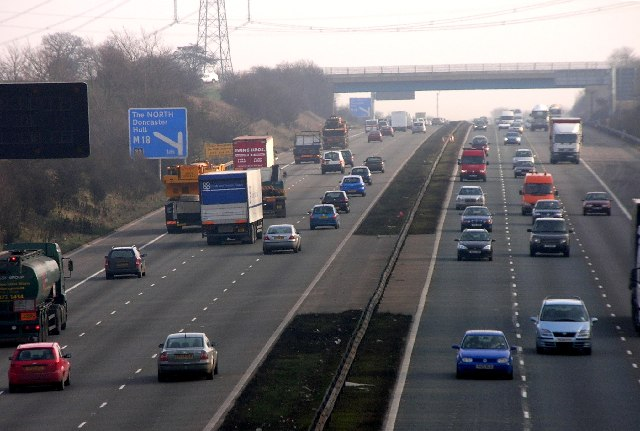
英国M1高速公路靠左行驶
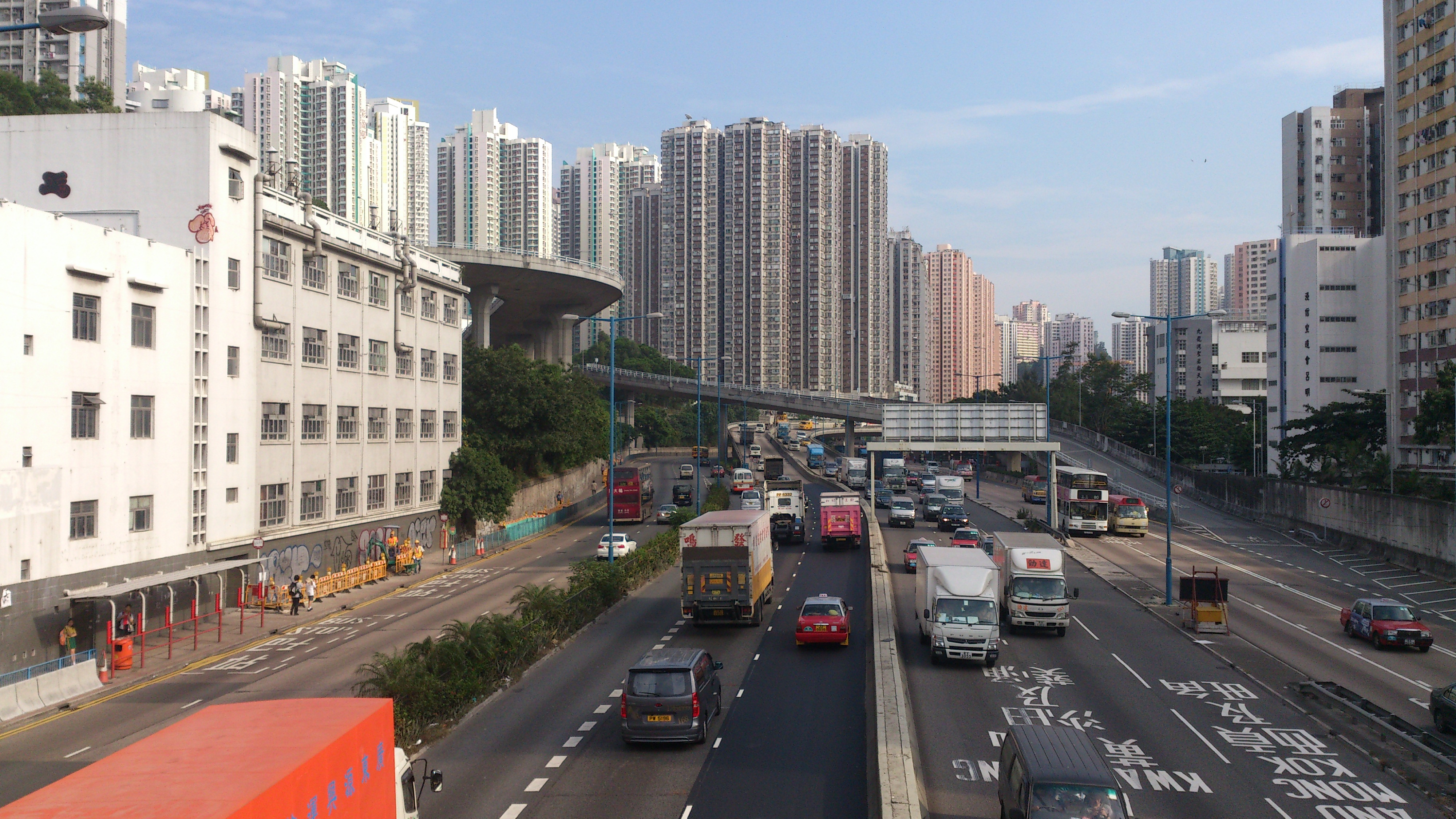
香港观塘道靠左行驶
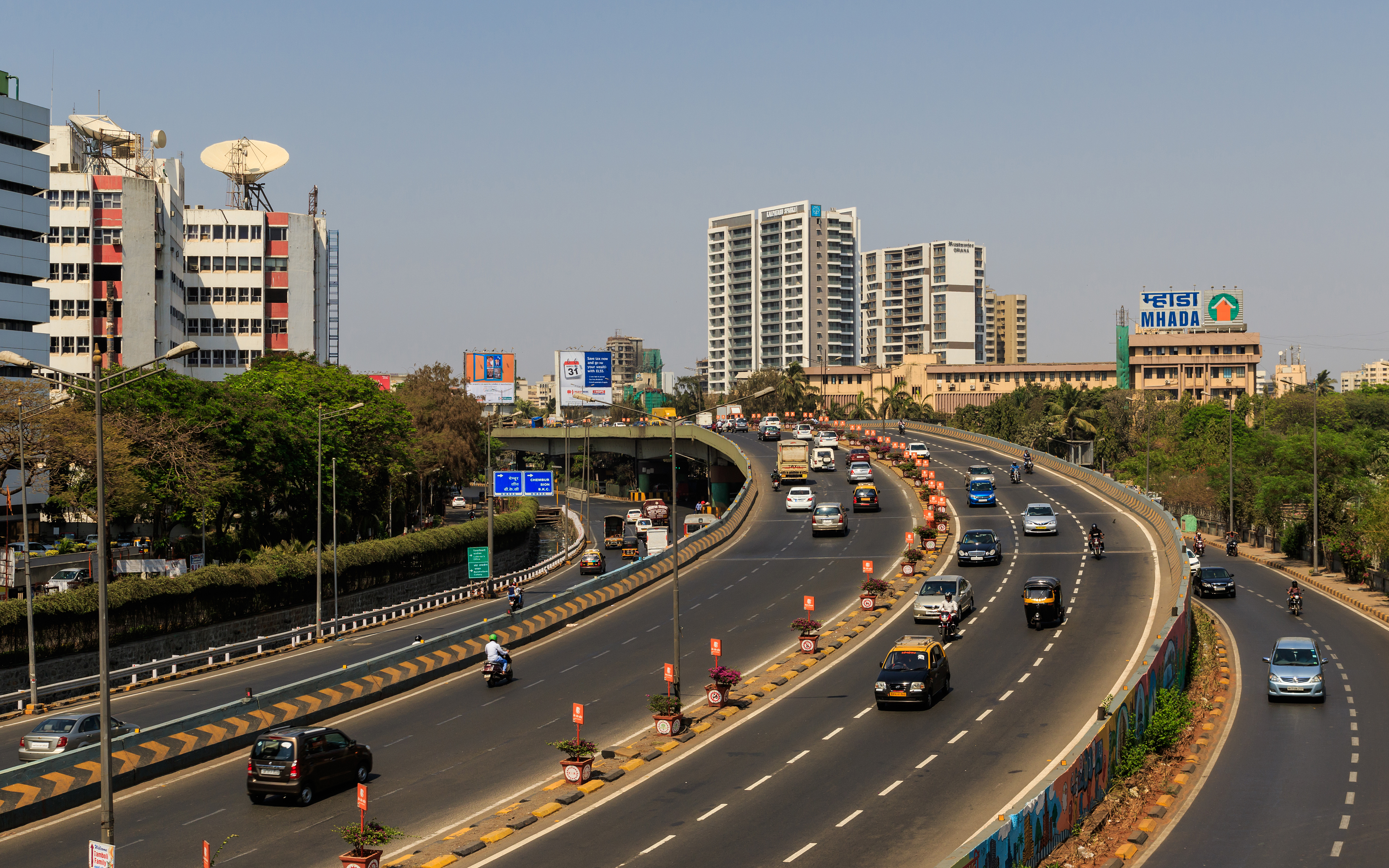
印度孟买西部高速公路（英语：Western_Express_Highway）靠左行驶
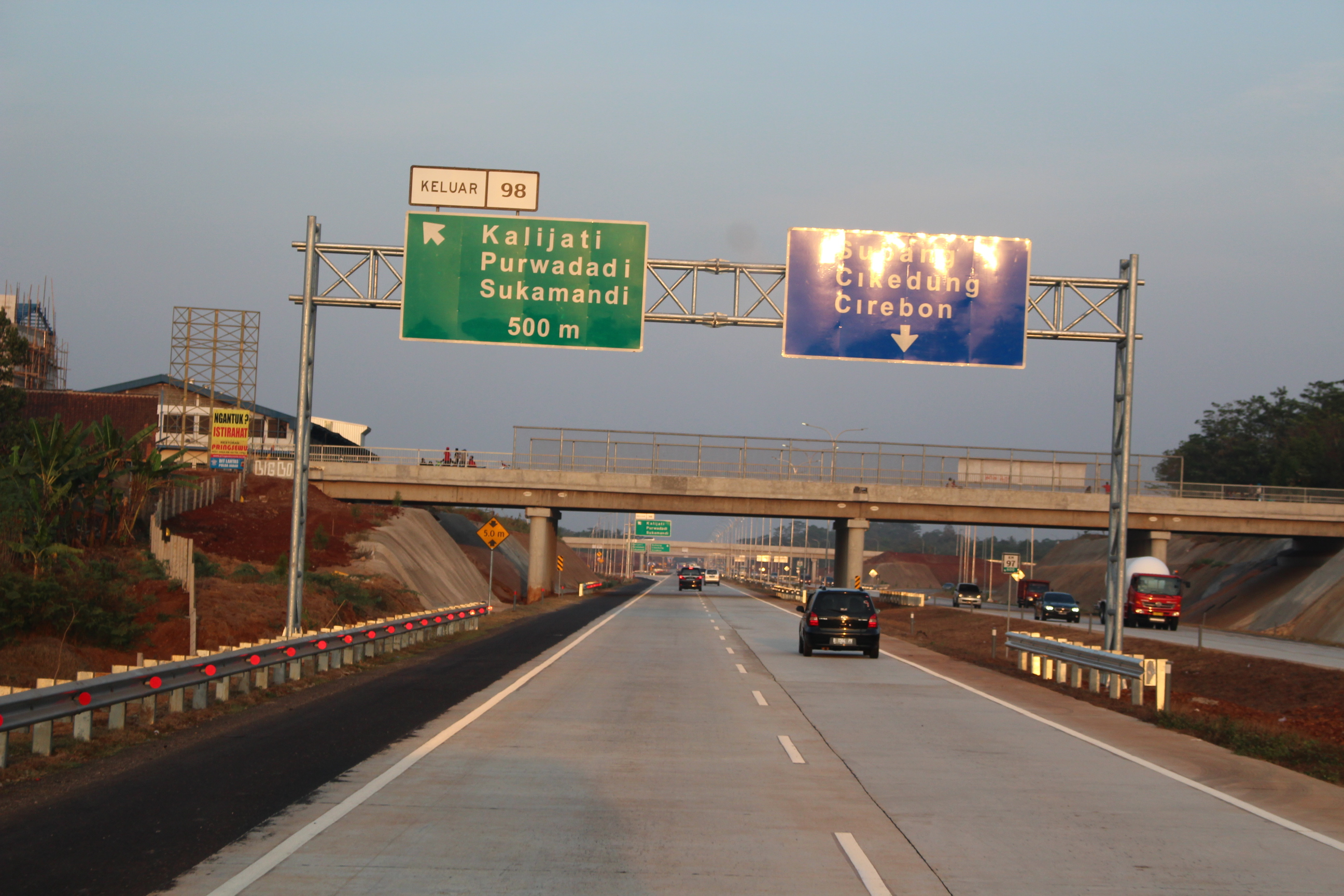
印度尼西亚奇帕里收费公路（英语：Cikopo–Palimanan_Toll_Road）靠左行驶
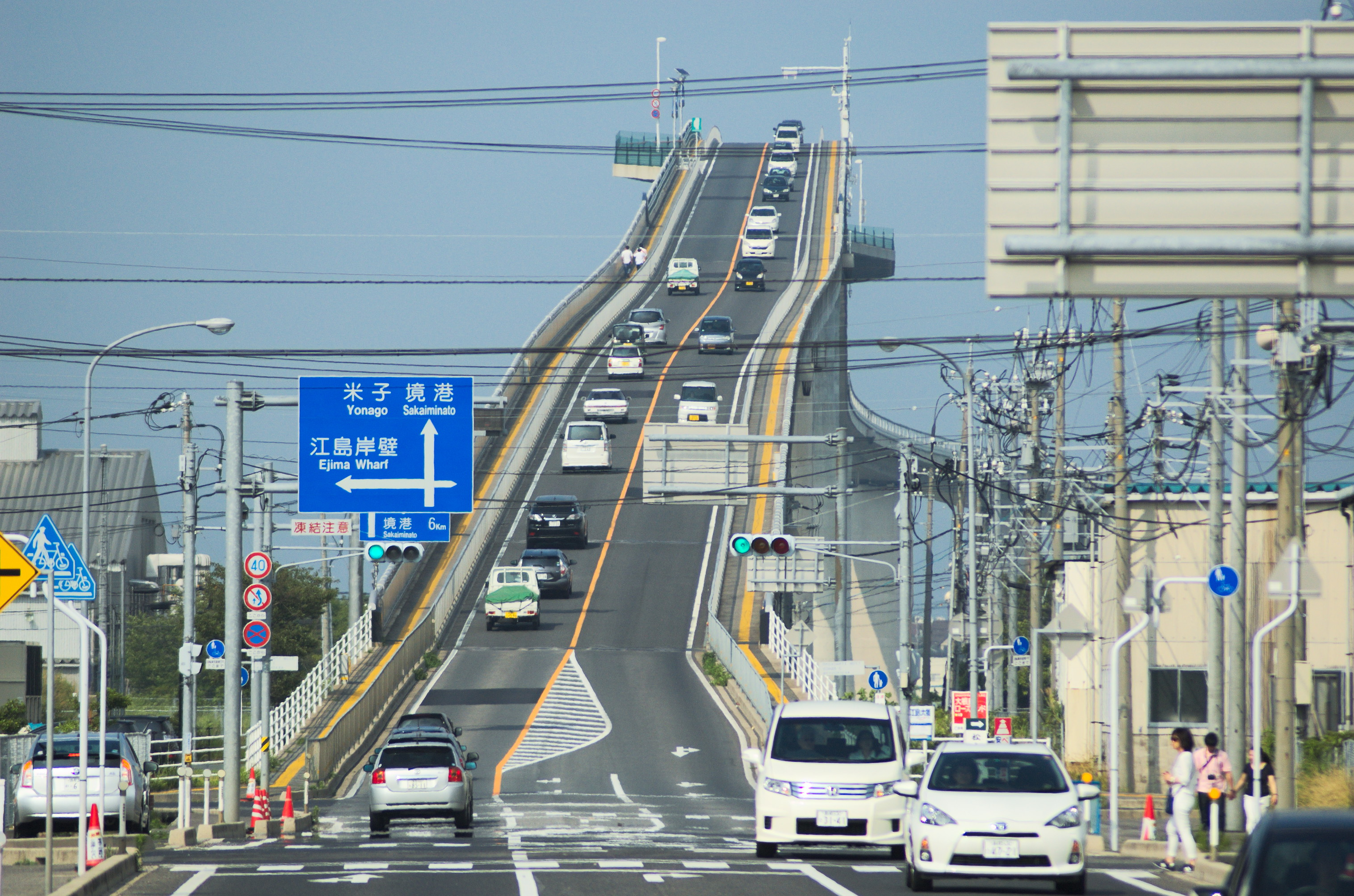
日本江岛大桥靠左行驶
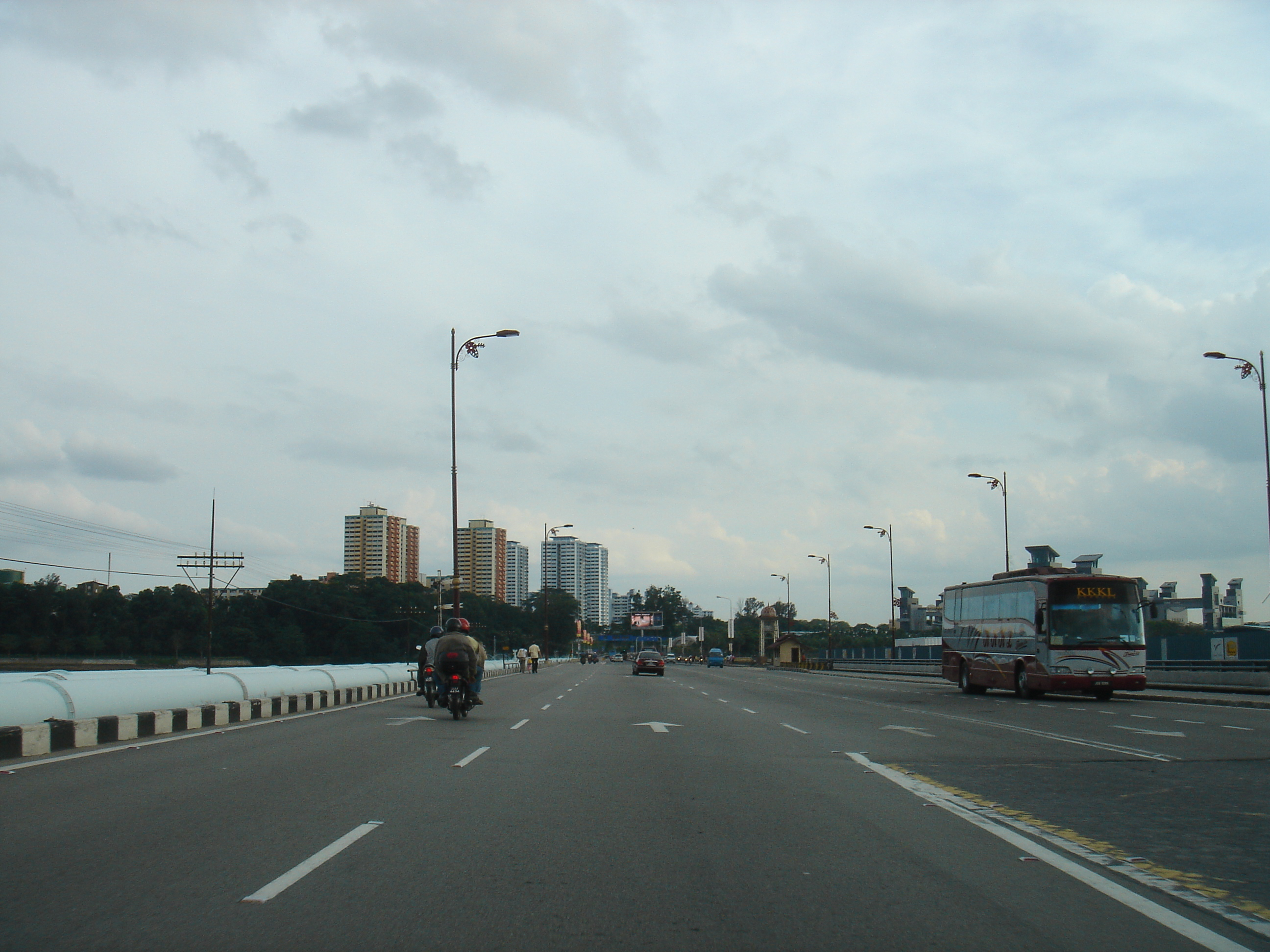
马来西亚—新加坡边界新柔长堤靠左行驶
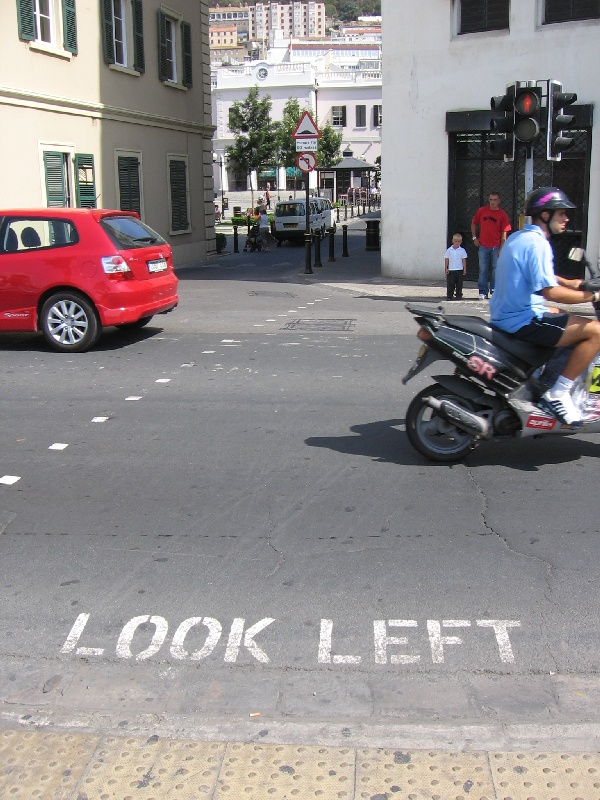
直布罗陀自1929年以来一直靠右行驶。
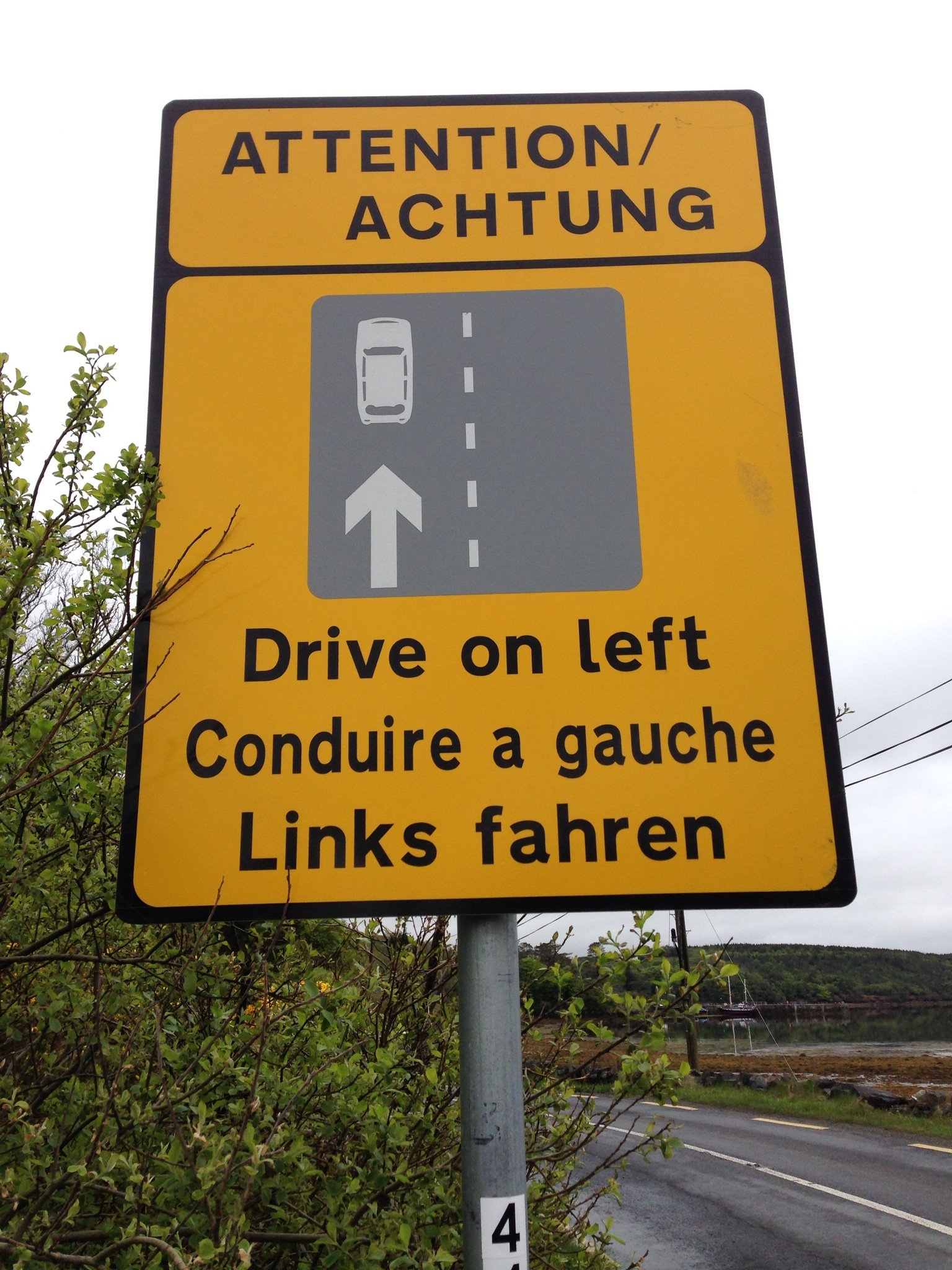
提醒驾车者在爱尔兰左侧行驶的路标
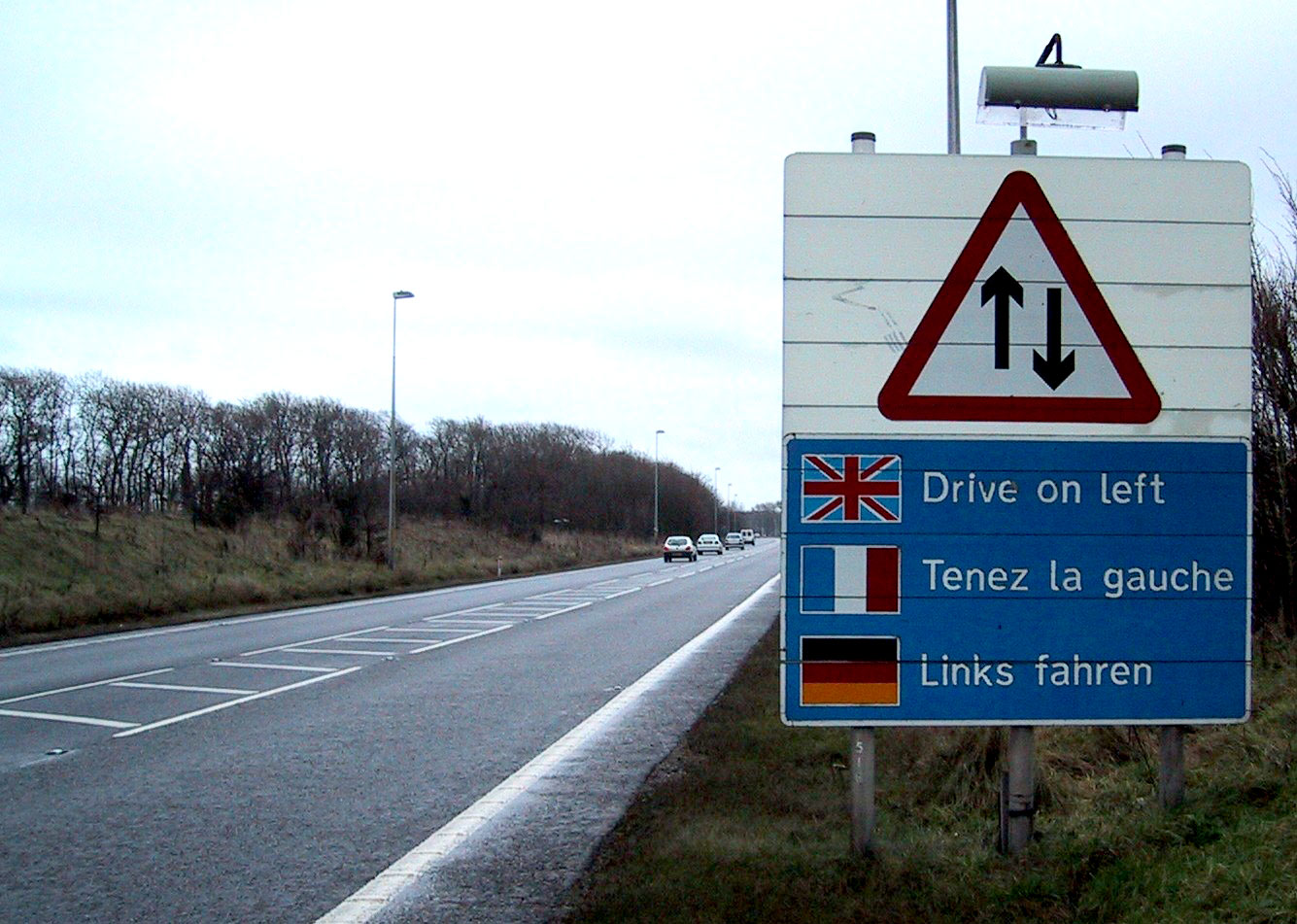
肯特郡的路标位于道路右侧
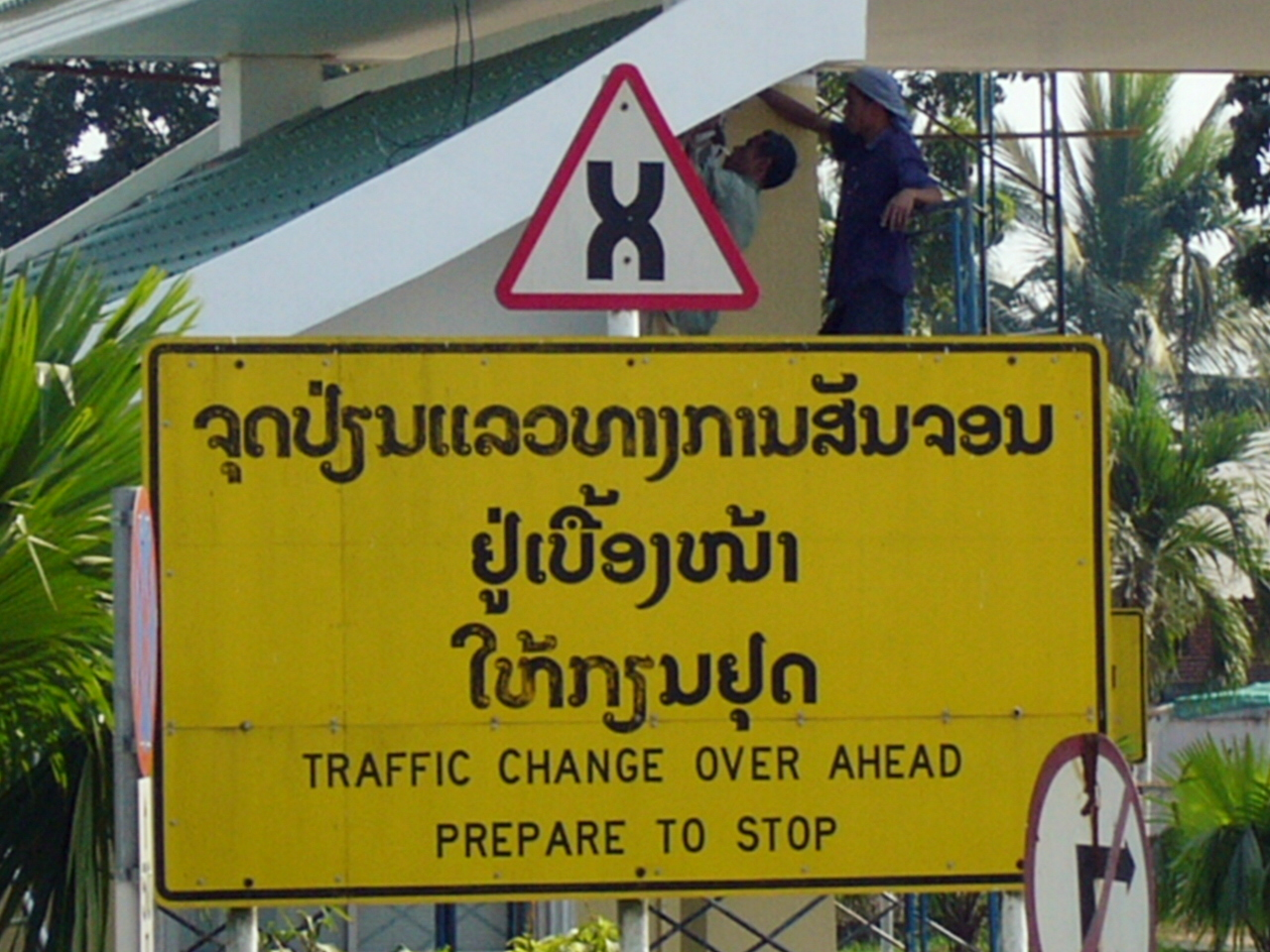
泰老友谊大桥的路标提示交通方向变更

## 外部連結
- 他們都駕駛在道路的哪一邊？ （页面存档备份，存于）（英文）
- 為什麼世界上的人不全都駕駛在道路的同一側？ （页面存档备份，存于）（英文）
- 聯邦公路管理局調查多線道的錯誤駕駛方向意外（英文）
- When Left was Right （页面存档备份，存于）（英文）
- 為什麼有些國家是左側駕駛？有些是右側？ （页面存档备份，存于）（英文）
- The Extraordinary Street Railways of Asunción, Paraguay （页面存档备份，存于）（英文）